# Pfarrkirche St. Oswald (Eisenerz)

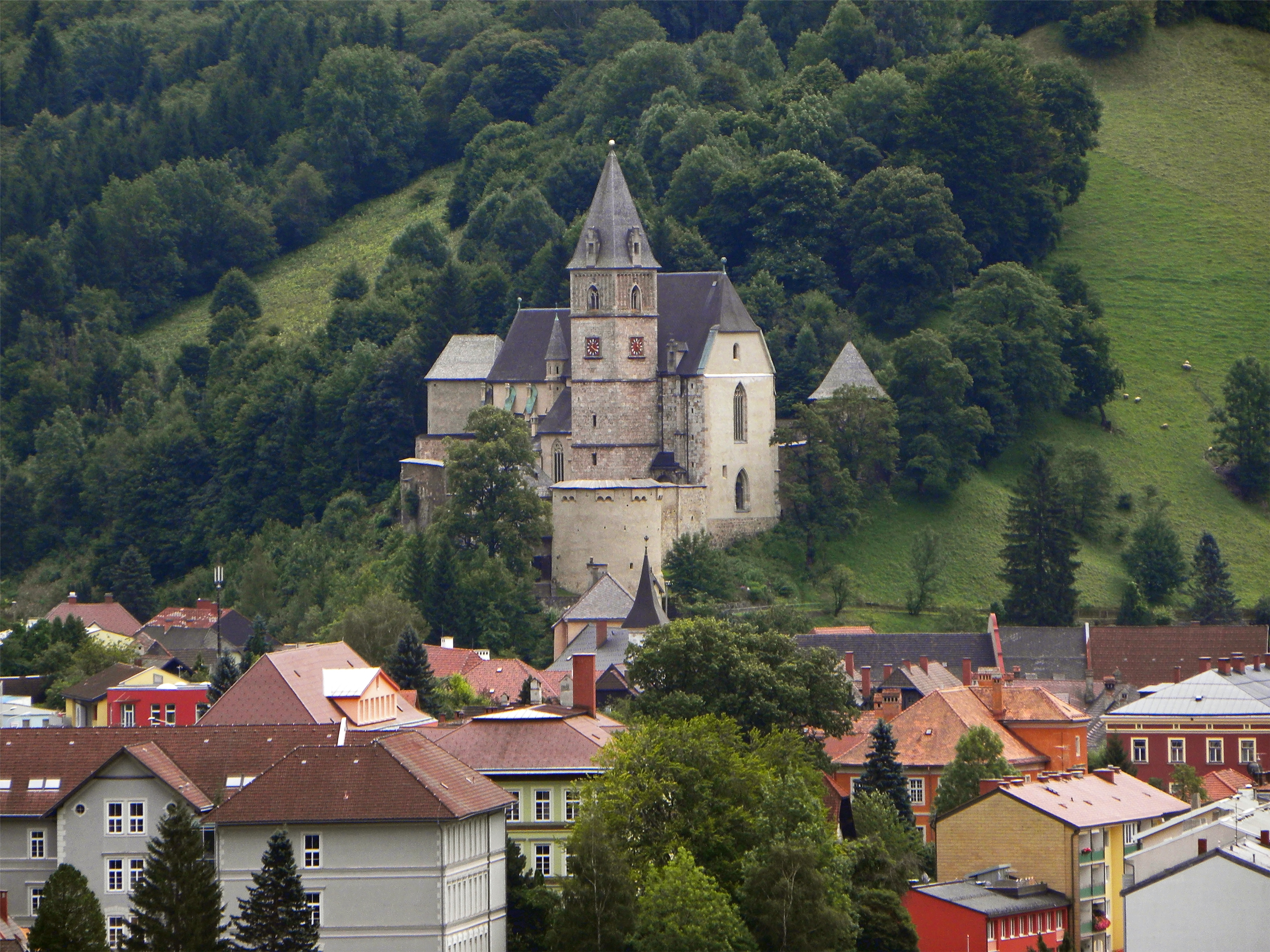
Ansicht von Norden mit Blick über Eisenerz

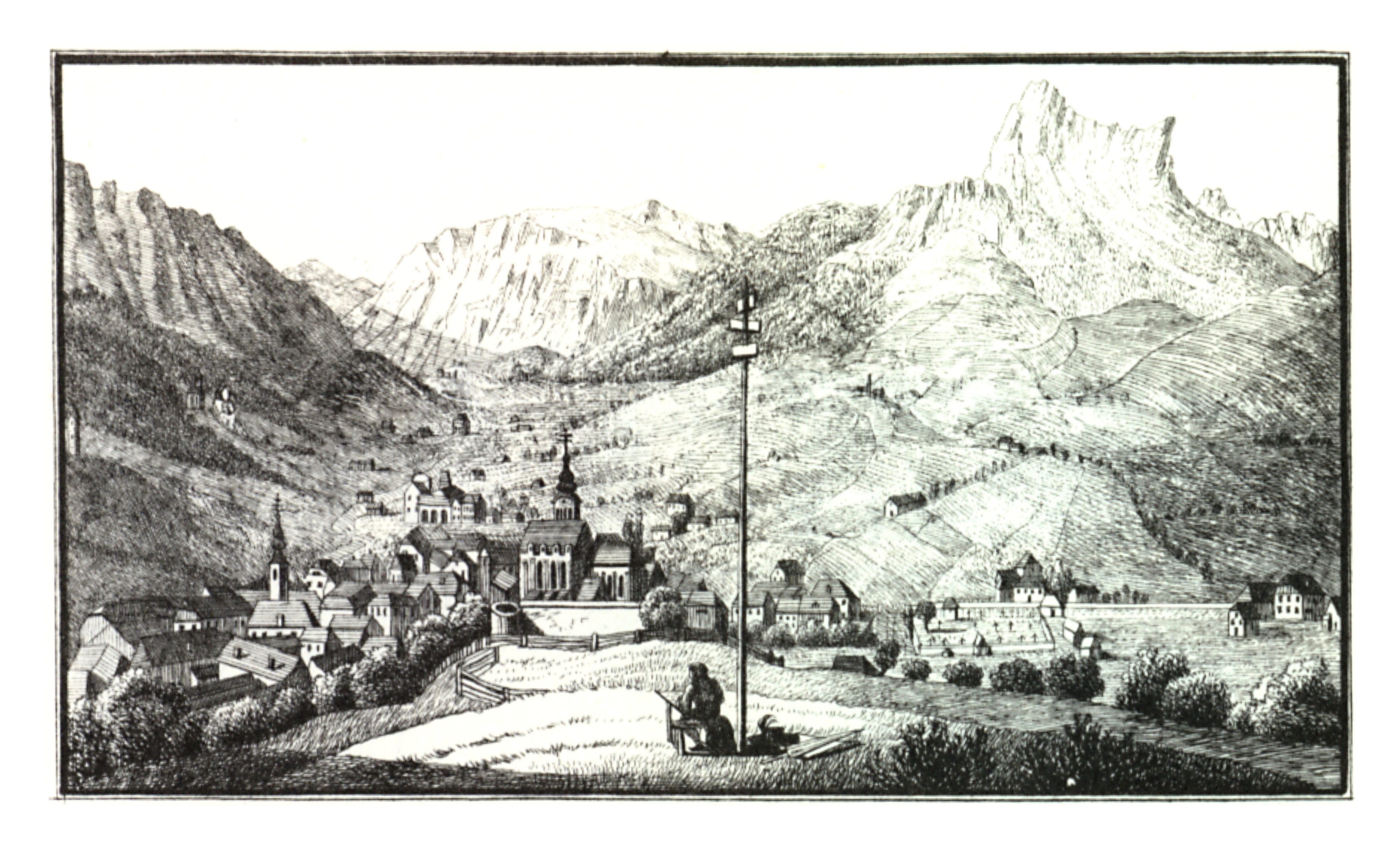
Eisenerz mit Pfarrkirche St. Oswald um 1820, Lith. J.F. Kaiser

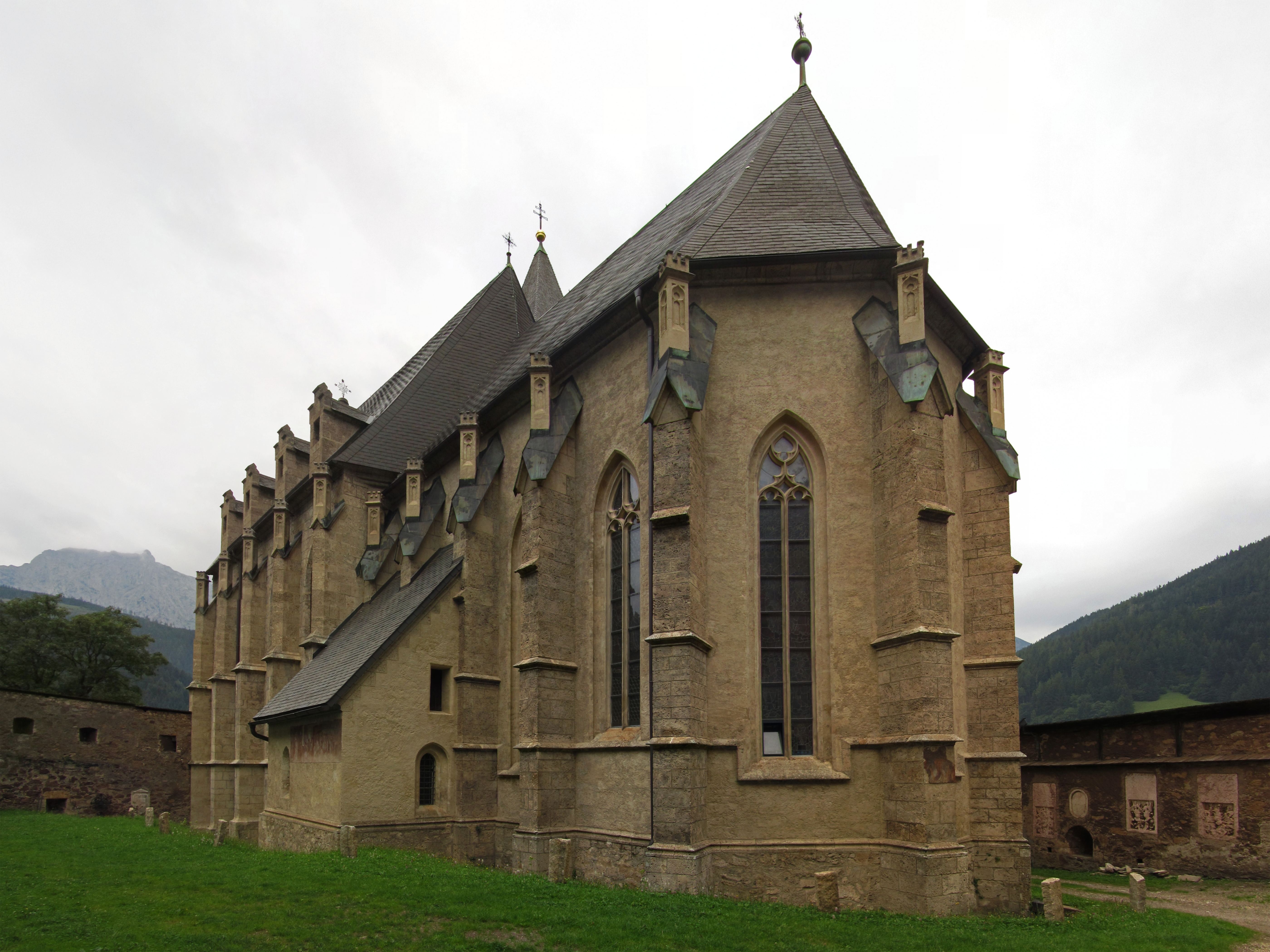
Ostansicht der Kirchenfestungsanlage hl. Oswald

Die römisch-katholische Pfarrkirche St. Oswald in Eisenerz, im Volksmund Oswaldikirche genannt, ist mit der sie umschließenden Taboranlage die größte und bedeutendste Wehrkirchenanlage der Steiermark und eine der wenigen vollständig erhaltenen Österreichs. Als solche wird sie neuerdings als Kirchenburg St. Oswald bezeichnet.
Die Pfarrkirche gehört zum Dekanat Leoben in der Diözese Graz-Seckau, das Patronat hat die Stadtgemeinde Eisenerz. Die dem heiligen Oswald geweihte Kirche wurde im 15. und 16. Jahrhundert im spätgotischen Stil erbaut. Sie gilt als ein Hauptwerk der Admonter Bauhütte und wurde auf einem nördlichen Ausläufer des Erzbergs, dem sogenannten Vogelbichl errichtet. Gemeinsam mit dem Schichtturm und dem Erzberg gehört die Oswaldikirche zu den das Eisenerzer Stadtbild am stärksten prägenden Wahrzeichen. Neuesten Untersuchungen aus dem Jahr 2010 zufolge ist sie das einzige noch bestehende sakrale Monument des Protestantismus in der Steiermark. Die Kirchenburg wurde von 2004 bis 2014 restauriert und touristisch weiter erschlossen.

## Geschichte

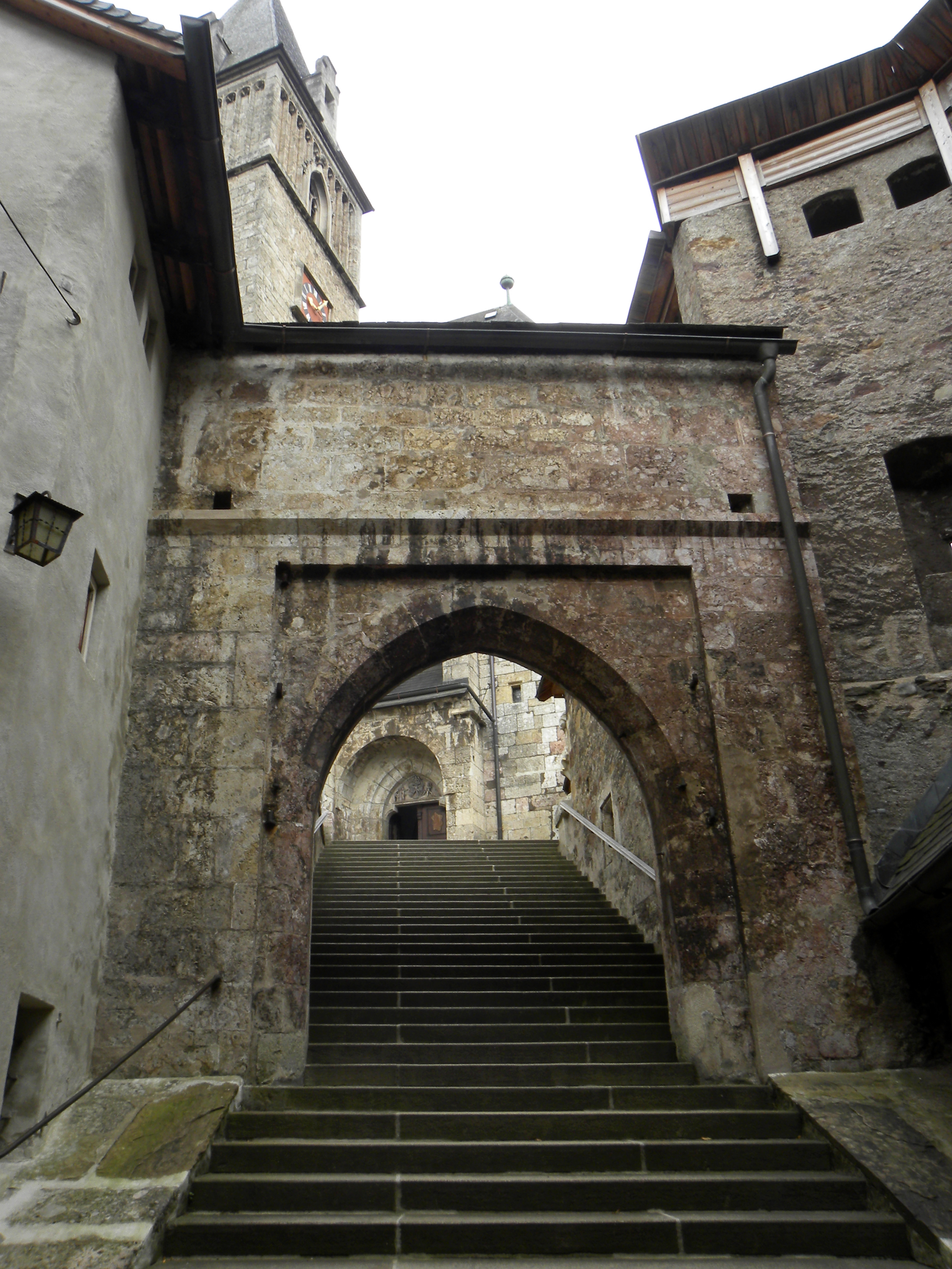
Zugang zur Kirche über 160 im Jahr 1775 angelegte Steinstufen

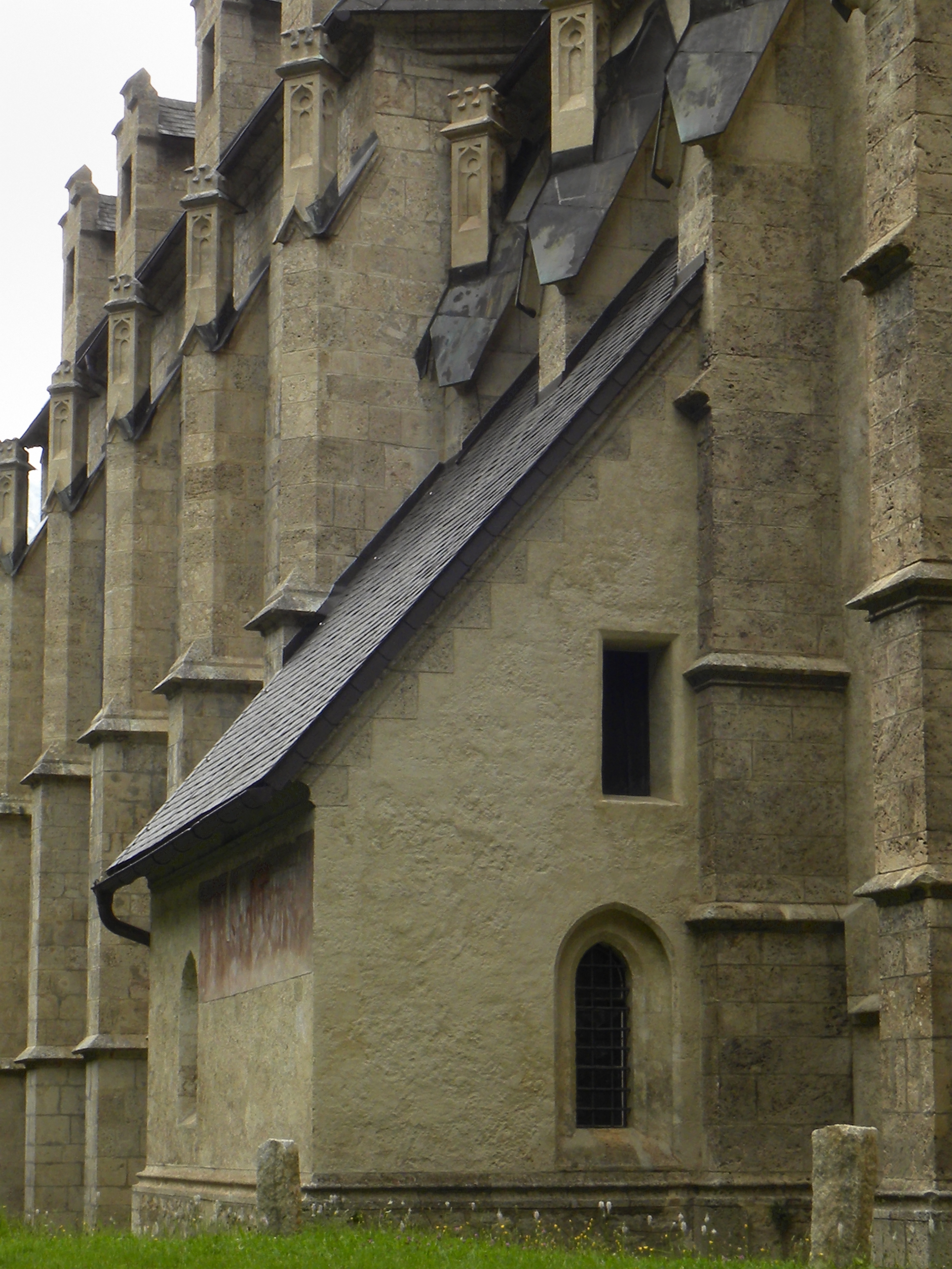
Die alte, unter Meister Thoman erbaute Sakristei, heute Loretokapelle

### Vom Vorgängerbau bis zur Kirchenweihe
Über die erste urkundliche Erwähnung der Vorgängerkirche auf dem Vogelbichl finden sich unterschiedliche Angaben. Der Kirchenführer und das Sonntagsblatt der Diözese Graz-Seckau berichten, dass die frühere romanische Kirche um 1279 erbaut wurde, der Dehio und die Pfarre Eisenerz geben 1282 an. Dass die Vorgängerkirche zum ersten Mal 1288 genannt wird, erfährt man in einer Untersuchung aus dem Jahr 1941 von Maja Loehr. Eine weitere Jahreszahl findet sich bei Anton Schifter, der erst in einer Ablassgewährung für die Oswaldikirche durch Bischof Friedrich II. von Seckau im Jahr 1404 den ersten Hinweis auf deren Existenz sieht. An der Stelle, an der sich die heutige Johanneskapelle befindet, ist Legenden zufolge bereits 1016 eine Kapelle gestanden, doch konnten dafür bisher weder bauliche Spuren noch schriftliche Belege gefunden werden. Der Karner wird anlässlich einer Stiftung 1447 erwähnt. 1469 findet sich der erste Eintrag im Pfarrverzeichnis über eine Seelsorgestelle in Eisenerz. Der Bau der heutigen Kirche begann 1470 unter Kaiser Friedrich III; als sein Vertreter hatte Hanns Haug, dessen Wappen an der südlichen Empore angebracht ist, die Oberaufsicht.
Das Langhaus, der Turm, die alte Sakristei und der bereits 1472 fertiggestellte Chor wurden von Bauleiter Meister Thoman begonnen. Der spätgotische Altar wurde 1461 vom Radmeister Kunrat Tackhner gestiftet; die vier vom Meister der Oswaldlegende gemalten Altarbilder befinden sich heute im Belvedere in Wien. Wegen der drohenden Türkeneinfälle veranlasste Kaiser Friedrich III ab 1482 eine wehrhafte Befestigung. Ein verheerender Brand in Eisenerz im Jahr 1496, der auch die im Bau befindliche Kirche ergriff, verzögerte die Bauzeit der Kirche. Einzig der Turm blieb verschont. Das Werk wurde nun von Meister Erhart und dessen Sohn Peter fortgeführt. Es folgten das Verkleiden der Wände von Turm und Langhaus mit Steinquadern, das mit 13.000 Schindeln gedeckte Dach (1503) und das aus Tuffstein hergestellte Gewölbe (1504 bis 1509). Alten Rechnungsbüchern zufolge wurde das Gewölbe 1510 von Meister Jakob mit „farbigen Schildereien“ geschmückt; von diesen Malereien ist nichts mehr erhalten. Die Kirche wurde schließlich am 2. Juli 1512 durch den Bischof von Lavant geweiht. Erst danach wurde ab 1513 die außergewöhnliche Westempore von Steinmetz Meister Kristoff geschaffen und der Bau damit 1517/18 vollendet. Diese bisherige Annahme zur Entstehung der Empore wurde 2010 durch eine Studie der TU Graz unter der Leitung von Simone Hain widerlegt: Demnach soll der Bildschmuck an der Empore nicht vor 1539 entstanden sein und die an der Empore eingemeißelte Jahreszahl „1517“ nicht das Jahr der Fertigstellung, sondern den Beginn der Reformation angeben und so ein Denkmal für die Wittenberger Thesen darstellen. Es scheint daher naheliegend, dass die Empore zunächst ohne Bildschmuck fertiggestellt und dieser erst nachträglich angebracht wurde. Auch die beiden Erker wurden laut Simone Hain möglicherweise erst später angebaut. Eine Orgel wurde bereits 1513 von Paul Hofhaimer gebaut und angeliefert.

### Reformation, Verstärkung der Wehranlage und Gegenreformation
Ab 1519 breitete sich in der Steiermark der Protestantismus aus und entwickelte sich zur mehrheitlichen Glaubensrichtung. An dem mit missverstandenen lutherisch-religiösen Forderungen vermischten Bauernaufstand im Jahr 1525 nahmen auch die Knappen, Blähhausarbeiter und die Bürgerschaft aus Eisenerz teil. 1529, als die Türken Wien belagerten, wurde die bis dahin aus einer einfachen Mauer bestehende Wehranlage verstärkt und mit Schießscharten, Pechnasen und hölzernen Wehrgängen versehen. Im Norden wurde der Zugang zur Anlage durch eine wuchtige Barbakane und ein Innentor gesichert, das nicht verwehrte Westportal wurde zugemauert und im Süden ein neuer Zugang geschaffen. Strategisch war die Anlage vor allem gedacht, um den Zugang zum bereits damals bedeutsamen Erzberg zu verteidigen. Um der Bevölkerung ebenfalls Schutz zu bieten, stattete man die Wehranlage mit einem eigenen Brunnen und einem Aborterker aus und legte einen Verteidigungsgraben an. 1538 wird mit Samuel Kracher der erste lutherische Prädikant erwähnt. 1550 wurde die Kirche zur Pfarrkirche erhoben. Um die Mitte des 16. Jahrhunderts war Eisenerz mehrheitlich protestantisch. Dies geht aus Aufzeichnungen zum Brucker Winkellandtag im Jahr 1572 hervor, bei dem Eisenerz neben weiteren 14 Städten und Märkten öffentlich seine Zugehörigkeit zum Augsburger Bekenntnis erklärte. 1593 ließ der Radmeister Hans Weeger über dem Karner die Johanneskapelle erbauen; als Erinnerung wurde eine Gedenkmünze geschlagen.
Die Türkeneinfälle blieben in Eisenerz zwar aus, als Fluchtburg wurde die Anlage aber im Zuge der Gegenreformation um 1599 genutzt. Der protestantische Teil der Bürger und Radmeister verschanzte sich vor Martin Brenner, dem Bischof von Seckau, der sie auf Geheiß von Landesfürst Ferdinand II. mit 316 Schützen und Hellebardenträgern zur Aufgabe zwang. Regierungsmaßnahmen wie Beschlagnahmungen, Zwang zum Verkauf der Radwerke an katholische Übernehmer und Vertreibung jener, die dem Augsburger Bekenntnis weiterhin treu blieben, Verbrennungen von sektischen Büchern oder 50 der Bevölkerung ins Quartier gelegte Soldaten konnten die überwiegende Mehrheit wieder zum Katholizismus bekehren. Zumindest 14 Radmeister samt ihren Familien standen auf der endgültigen Ausweisungsliste, darunter auch Hans Weeger, der jedoch 1610 wieder in den Urkunden aufscheint.

### Zu- und Umbauten, Renovierungen
Im Zuge des Baus der heute noch bestehenden Wehranlage wurde 1532–1534 auch die zweijochige Nordkapelle an den Turm gebaut und über zwei Spitzbogenarkaden und einen mächtigen Bündelpfeiler mit dem Kirchenschiff verbunden. Seit dem Jahr 1690 werden in der Kirche Matriken geführt. 1706 bekam die Kirche eine Johann-Christoph-Egedacher-Orgel. Ab dem Jahr 1763 kam es zur Barockisierung; zunächst entstand nördlich des Chors eine neue Sakristei, der Turm bekam eine Zwiebelhaube und die Kirche erhielt eine barocke Einrichtung. 1775 wurden die Zugangsstiegen aus insgesamt 160 Steinstufen angelegt. Ende des 19. Jahrhunderts hatten die hölzernen Wehrgänge ausgedient.
Ab 1890 erfolgte eine vollständige Innen- und Außenrenovierung der Kirche, im Zuge derer es durch den Wiener Dombaumeister Friedrich von Schmidt zur Regotisierung kam. Schmidts Pläne wurden zwar nicht vollständig ausgeführt, jedoch kam es zu markanten Änderungen: Die Zwiebelhaube wurde durch das heutige Pyramidendach, die barocken Altäre und die Orgel durch neugotische ersetzt. Die barocken Altarbilder wurden an den Seitenwänden des Chors aufgehängt. Außerdem kamen 1898 die Farbglasscheiben der fünf Apsisfenster, zehn Apostelfiguren sowie die geschmiedete Kanzel hinzu. Die Farbglasscheiben der drei- und vierbahnigen Fenster im Langhaus und in der Nordkapelle wurden 1903 eingesetzt. Der neugotische Hochaltar wurde 1905 aufgestellt und 1912 geweiht. Die barocke Sakristei wurde 1910 renoviert.
1967 stürzte die südliche Mauer der Taboranlage teilweise ein und wurde 1969 wiederhergestellt. Aus Inschriften am Langhaus kann auf Restaurierungen in den Jahren 1911 und 1982 geschlossen werden. Volksaltar und Ambo kamen 1993 hinzu. Die Weihe des Altars fand am 4. Juli 1993 statt. Seit 2004 werden Kirche und Wehranlage unter der Regie des Vereines zur Rettung der Wehranlage und der Pfarrkirche St. Oswald, der zur Aufbringung der finanziellen Mittel gegründet wurde, schrittweise saniert. Die Dauer der Restaurierung ist auf zehn Jahre angedacht. Am 1. Juli 2012 wurde ein Festgottesdienst zum 500-jährigen Jubiläum der Kirchenweihe abgehalten. Die Predigt wurde von Bischof Egon Kapellari gehalten und es wurde die von Franz Cibulka komponierte St. Georgsmesse aufgeführt.

## Der Außenbau

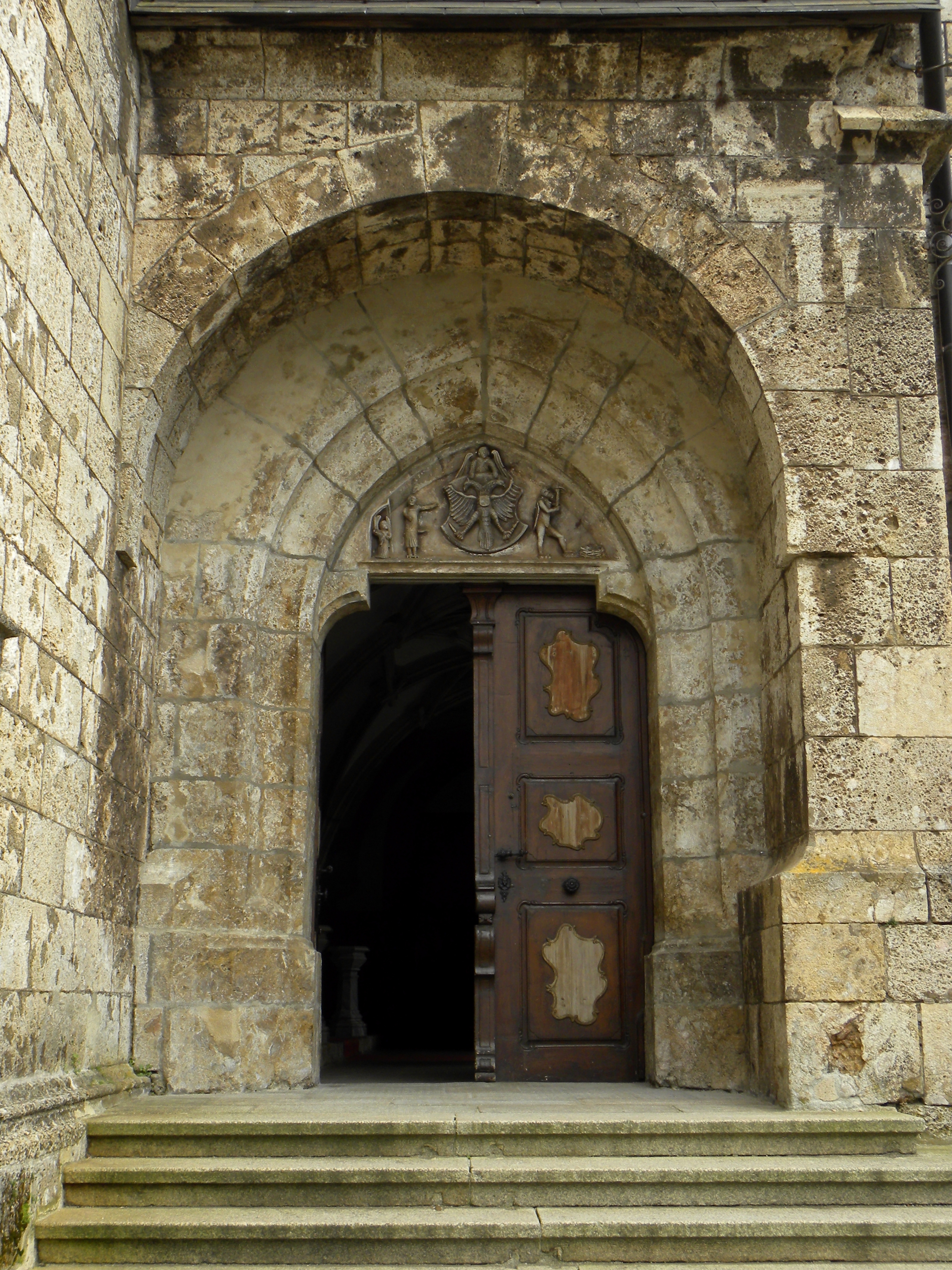
Nordportal mit Tympanon Vertreibung aus dem Paradies mit Adam als Bergmann

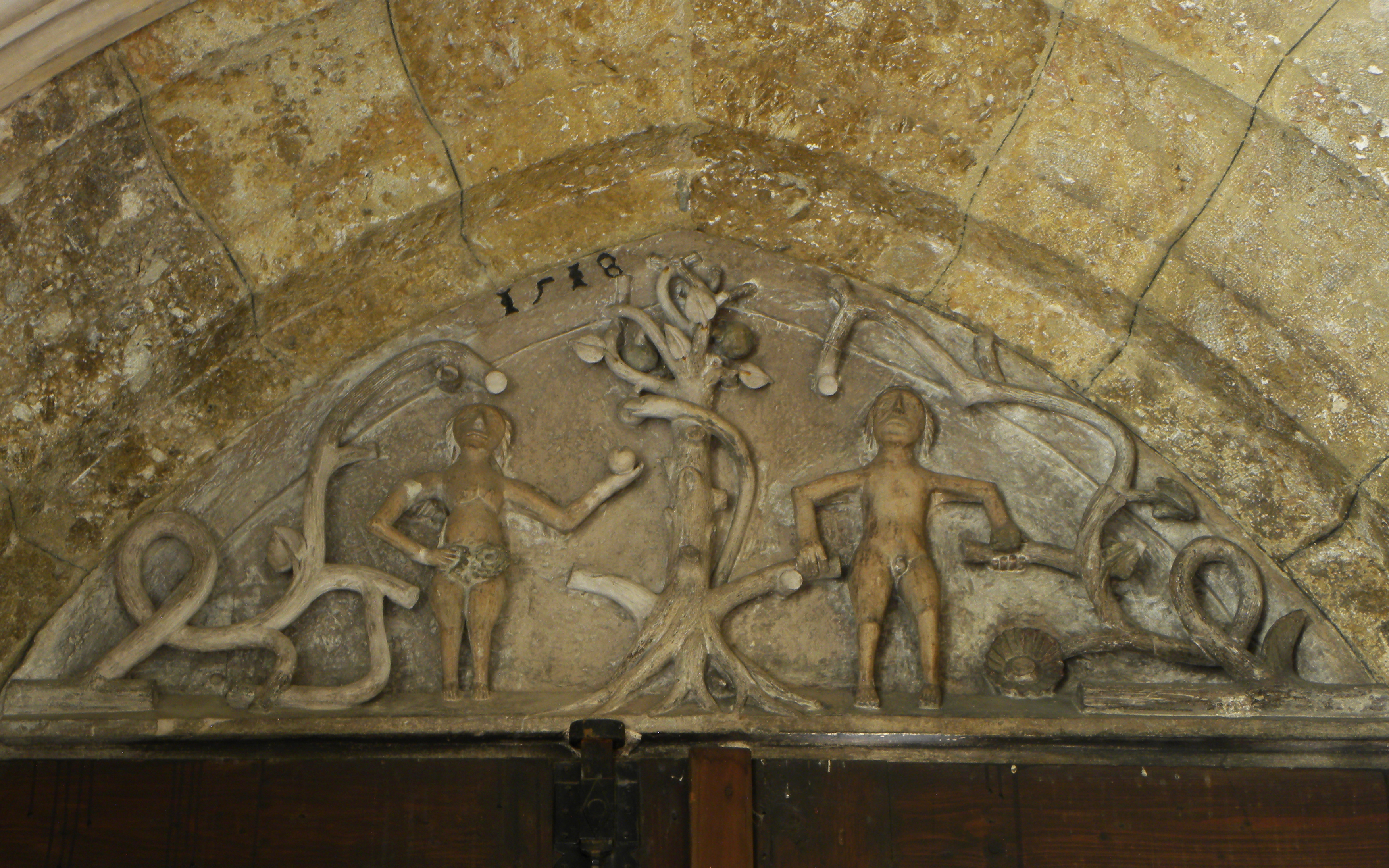
Tympanon auf der Innenseite mit dem Sündenfall

### Wehranlage, ehemaliger Friedhof und Johanneskapelle
Über eine Treppe erreicht der Besucher zunächst das Nordportal mit einer Barbakane als Vorwerk, in deren östlichem Teil die ehemalige Mesnerwohnung untergebracht war. Ins Innere der Anlage führen ein Innentor und weitere Stufen, deren oberes Ende von zwei aus der Mitte des 18. Jahrhunderts stammenden Heiligenstatuen, Johannes Nepomuk (links) und Maria Immaculata (rechts), flankiert wird. An der dem Innenhof zugewandten Seite des Vorwerks befindet sich ein WC für Besucher der Kirche. In die Umfassungsmauer sind mehrere Grabsteine eingearbeitet; bemerkenswert sind die zu Seiten des Osttores befindlichen Epitaphe der 1580 verstorbenen Margaretha Schmetzerin-Friewirth und des 1596 verstorbenen Georg Scheichel, sowie ein Relief „Auferstehung“, und an der nordöstlichen Wehrmauer mehrere Wappengrabsteine aus der zweiten Hälfte des 16. Jahrhunderts.
In der südöstlichen Ecke der Wehranlage befinden sich die 1593 über dem Karner errichtete Johanneskapelle und das spitzbogige Westportal. In der südwestlichen Ecke steht ein Wehrturm, der sogenannte Reckturm. Dessen zweites Stockwerk war dafür eingerichtet, einer Wehrmannschaft dauerhaften Aufenthalt zu ermöglichen.

### Kirchenbau

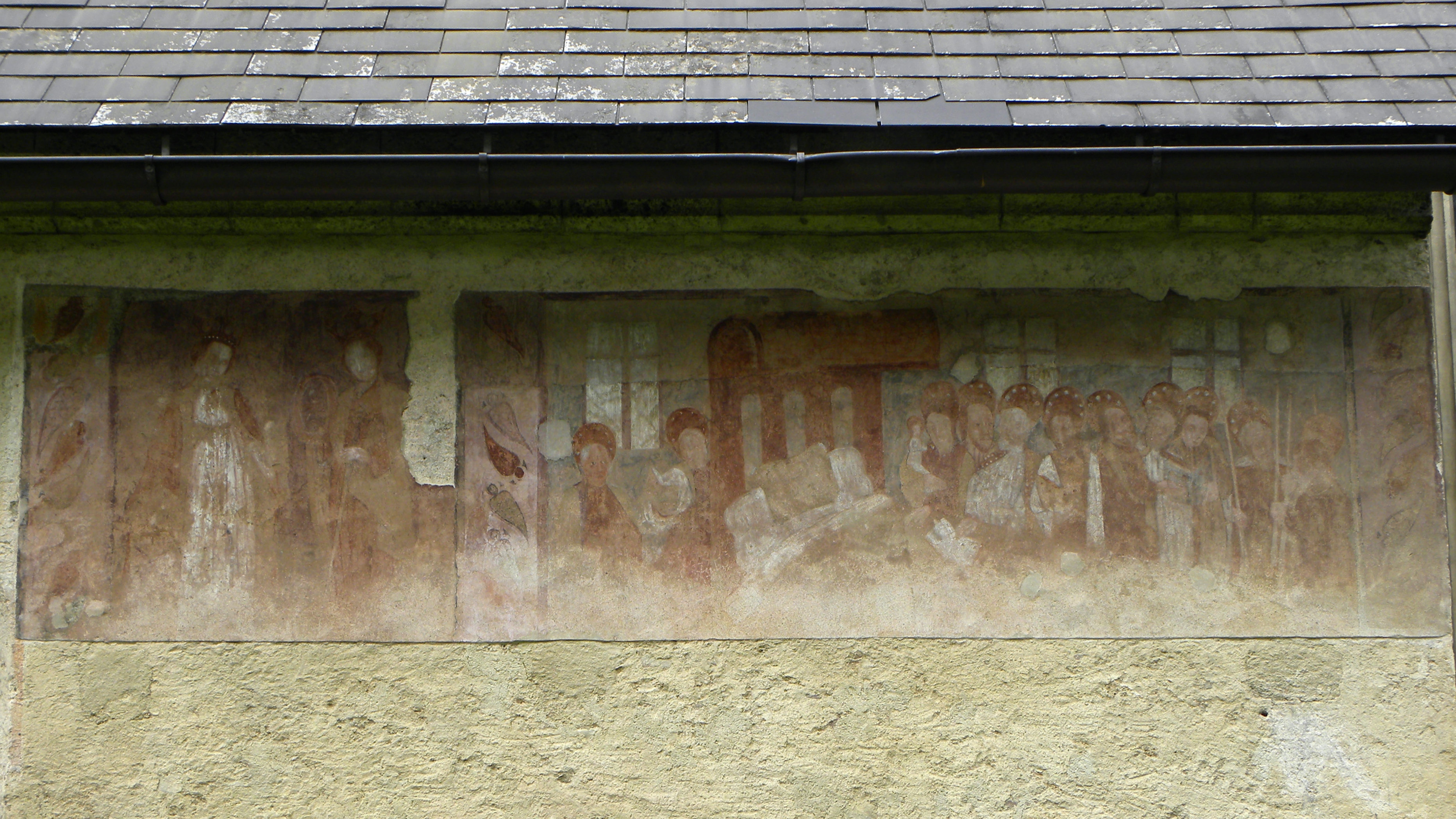
Fresken an der alten Sakristei

Im Norden sind an das vierjochige Langhaus der Kirche, beginnend mit dem zweiten Joch, der Turm und die seitenschiffartige Nordkapelle angebaut, im Süden die ehemalige Sakristei bzw. Loretokapelle. Östlich an das Hauptschiff schließt der dreijochige, mit Fünfachtelschluss endende Chor an, dessen Längsachse zu der des Hauptschiffs leicht Richtung Süden versetzt ist. Im Norden ist an den Chor die neue Sakristei angebaut und bildet mit der Nordkapelle eine Wandflucht. An die neue Sakristei schließt östlich ein kleiner Zubau an. Die Westfassade steht leicht schräg zum Hauptschiff, wodurch dieses nach Norden hin etwas weiter wird.
Das äußere Erscheinungsbild prägen mehrfach getreppte Strebepfeiler. Auf diesen sitzen Fialentürmchen, die Ende des 19. Jahrhunderts erneuert wurden. Über der Sakristei befindet sich zudem ein im ersten Joch des Chors platzierter, achtseitiger Treppenturm, der mittels zweier Abdachungen in drei Zonen unterteilt ist und mit seinem kegelförmigen Dach beinahe die Höhe des Dachfirsts erreicht. Er dient dem Zugang zum über der Sakristei gelegenen Oratorium sowie zum Chordachraum.
Der wehrhaft aussehende, quadratische Turm an der Nordseite erstreckt sich über etwas mehr als ein Joch; das führt sowohl bei der Innen- als auch bei der Außenausgestaltung der Kirche zu Unregelmäßigkeiten. Umlaufende Gesimse unterteilen den Turm in vier Zonen, in deren oberster sich zweibahnige, mit Maßwerkschmuck versehene, spitzbogige Schallfenster und schlanke Blendrundbogen befinden. Abgestufte Giebel mit rechteckigen Öffnungen ragen auf allen vier Seiten mittig aus dem Zeltdach. Zwischen den Strebepfeilern im Süden zieren vier solcher Giebel das Satteldach des Langhauses, im Norden befindet sich jeweils einer zu beiden Seiten des Turms. Steile Pultdächer bedecken die Nordkapelle und die ehemalige Sakristei. Die heutige Sakristei und ihr östlich anschließender Zubau sind mit flachen Dächern gedeckt.
Die Wände der Kirche bestehen aus Bruchsteinmauerwerk, das lediglich im Westen und am Chor verputzt ist, ansonsten wurde es mit Steinquadern verblendet. Architektonische Stilelemente wie Fenstereinfassungen, Portale, Quaderflächen und Strebepfeiler sind großteils aus Konglomerat, Tuff- und Kalksandstein.
An der Außenwand der ehemaligen Sakristei (Loretokapelle) befinden sich auf zwei Feldern erhaltene Fresken, die eine Marientod-Darstellung sowie die heilige Barbara und die heilige Katharina zeigen. An den Strebepfeilern am Chorschluss befinden sich Reste von Fresken der heiligen Barbara und des heiligen Andreas. Anhand der Gewanddraperien wird auf eine Entstehungszeit um 1500 geschlossen.
Die Fenster am Chor sind zweibahnig, die einzelnen Bahnen schließen mit genasten Spitzbögen ab, jenes im südlichen vierten Joch ist etwas verkürzt. Von den drei dreibahnigen Fenstern an der Südseite des Langhauses schließen die beiden äußeren mit Spitzbogen ab, das mittlere ist durch einen Stab begrenzt. An der Nordseite des Langhauses gibt es kein Fenster, jedoch in der Nordkapelle, wodurch indirekt Licht ins Langhaus gelangt. Die beiden Seitenbahnen dieses dreibahnigen Fensters sind rundbogig, der höher geführte Mittelteil ist spitzbogig. In einer Linie mit dem ehemaligen Portal an der Westfassade befindet sich das einzige vierbahnige Fenster der Kirche. Dessen Bahnen schließen einheitlich mit genasten Rundbögen. Alle Fenster der Kirche haben im oberen Bogenfeld unterschiedlich gestaltetes Maßwerk wie Drei- und Vierblätter, verschieden gestaltete Bogenzwickel, Fischblasen, ein sphärisches Viereck oder eine mit der Spitze nach oben gerichtete Herzform.
Das einstige Hauptportal der Kirche war das einfach verstäbte Westportal, welches anlässlich der Verwehrung der Kirche zugemauert wurde und heute weit über dem Bodenniveau liegt. 2005 wurde die Vermauerung geöffnet und durch Glas ersetzt, wodurch mehr Tageslicht vor allem in den Emporenbereich eindringen kann. Zwei Portale befanden sich an der Ost- und an der Westseite des Turms. Jenes an der Ostseite wurde von der Vermauerung des Westportals bis zum Anbau der Nordkapelle als Zugang genützt. Jenes an der Westseite ist rechteckig gerahmt und weist zum Teil gekurvte Verstäbung auf. Ein spitzbogiges Portal an der Außenseite der neuen Sakristei befindet sich im ersten Joch des Langhauses an der Südseite. Diesem gegenüberliegend befindet sich das von einem rundbogigen Vorbau geschützte, spitzbogige Nordportal. Dieses ist mit einem beidseitigen Tympanon ausgestattet. Die Kirche wird heute üblicherweise nur über das Nordportal betreten. Das Tympanon zeigt an der Innenseite den Sündenfall, an der Außenseite einen Doppeladler mit schützendem Engel sowie die Vertreibung aus dem Paradies, wobei Adam hier als Bergmann dargestellt ist.

## Innenbau

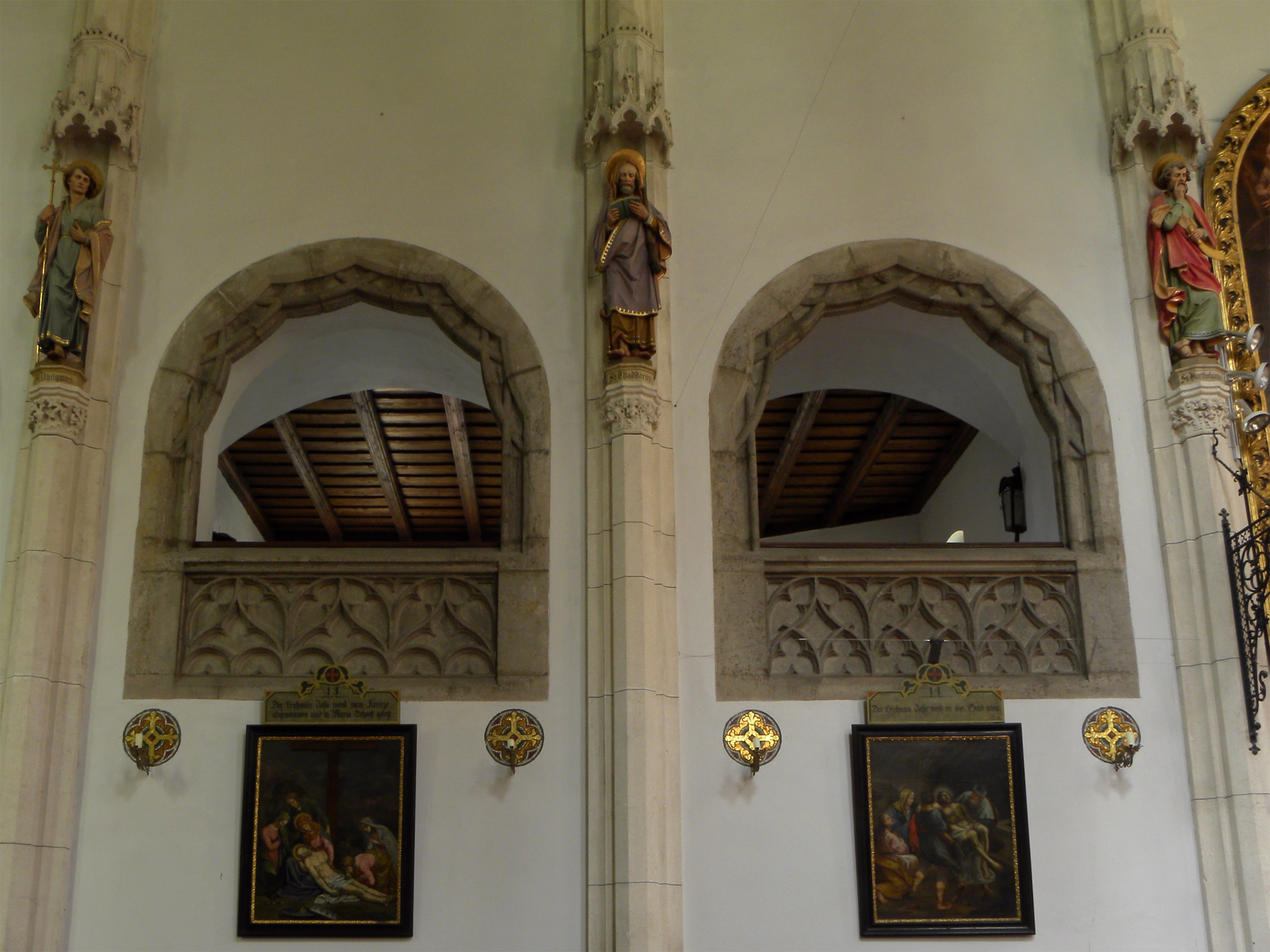
Maßwerkbrüstung zum Oratorium

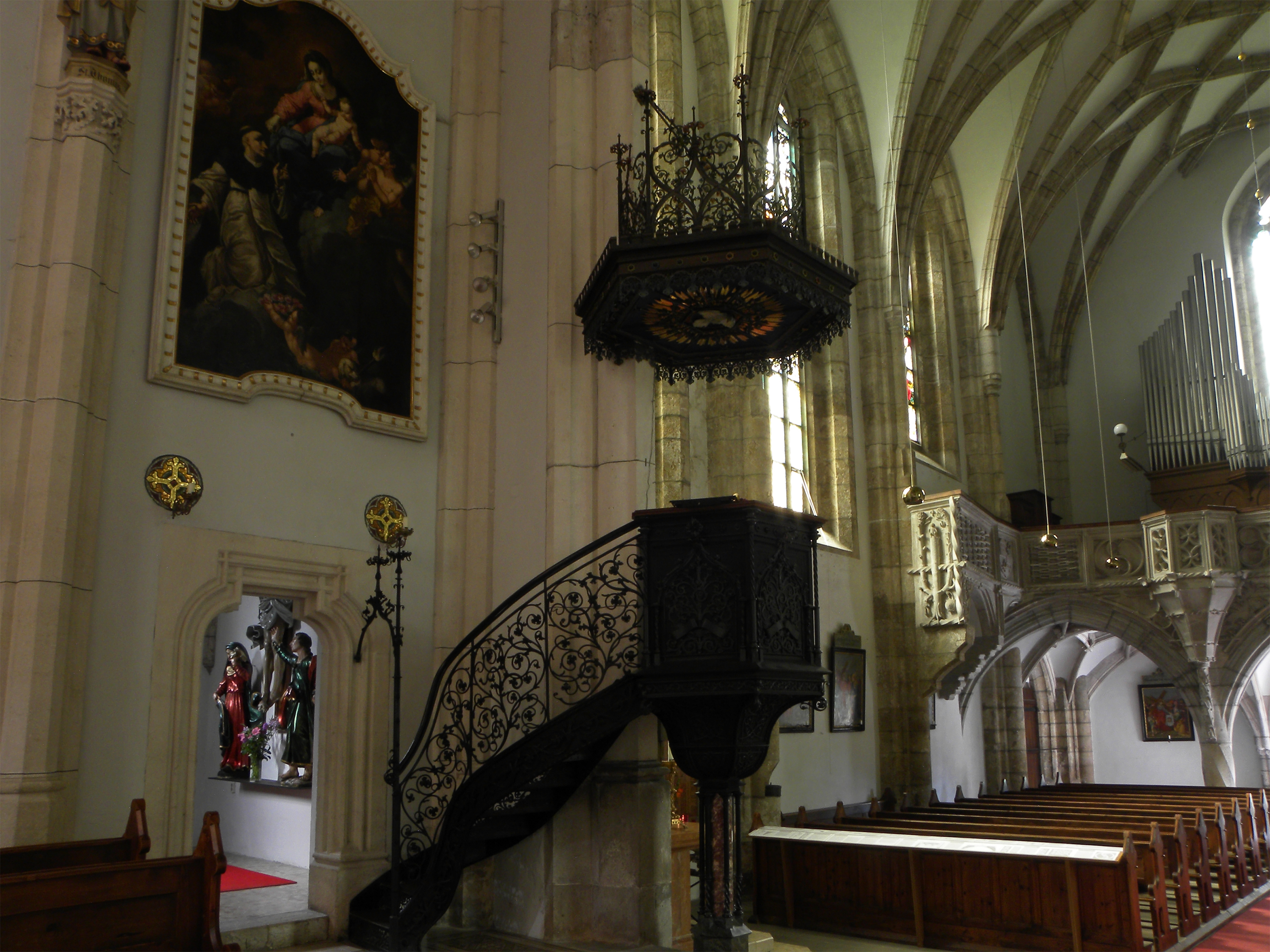
Geschmiedete Kanzel

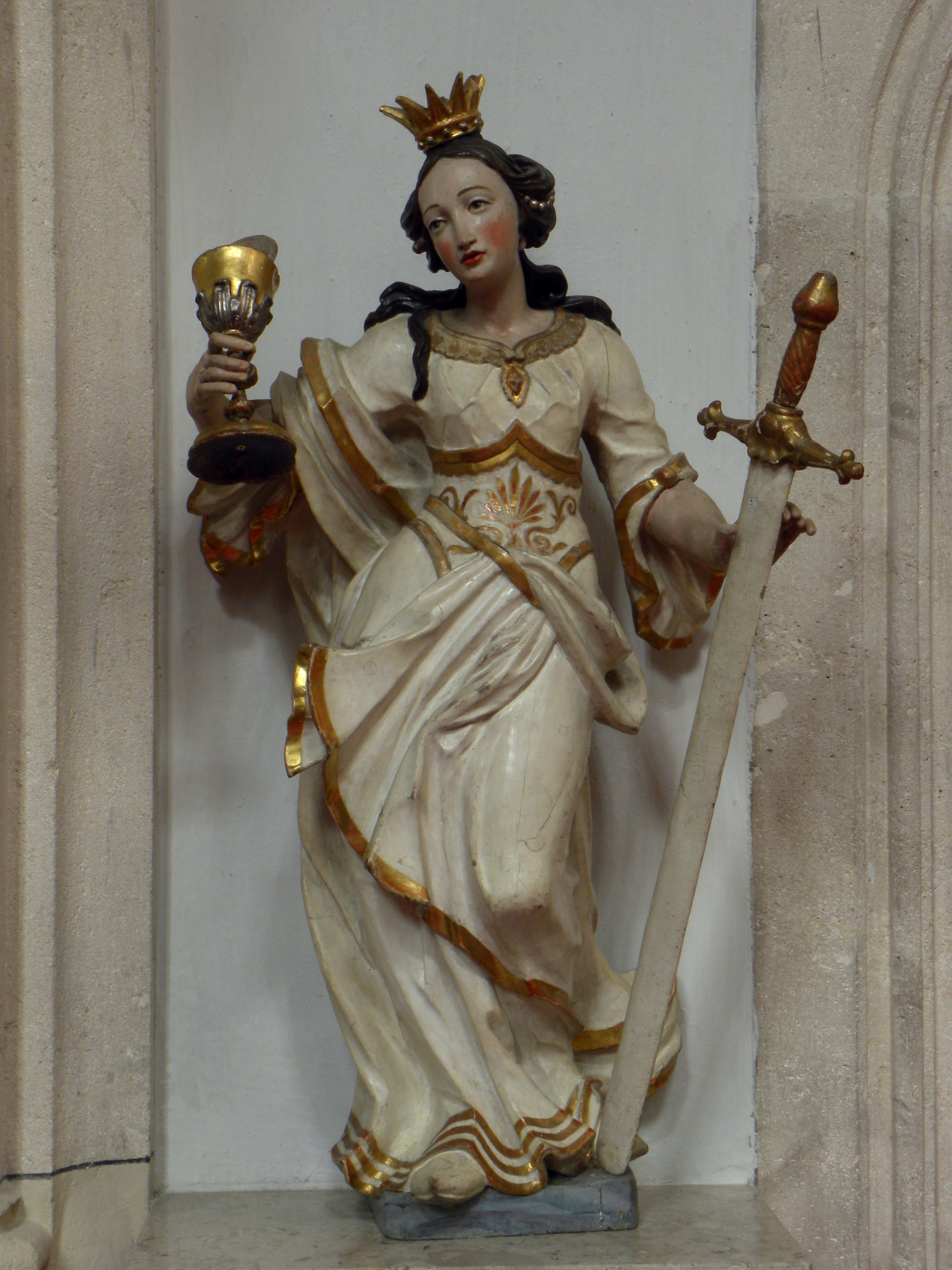
Hl. Barbara, 18. Jahrhundert

### Chor
Der dreijochige Chor ist gegenüber dem Langhaus um vier Stufen erhöht; die räumliche Trennung wird zudem durch einen stark eingezogenen, mit Birnstäben profilierten Triumphbogen betont. Das mächtige Rautensternrippengewölbe besteht aus sechsteiligen Rippensternen, im Chorschluss aus einem siebenteiligen Rippenstern, in deren Mittelpunkten sich kleine, runde Schlusssteine befinden. Die Gewölberippen haben zylinderartige Aufsätze, die sich auf polygonale Wandpfeiler stützen. Die Seitenwände sind mit Schildbögen gerahmt. Der untere Teil der Laibung des Triumphbogens und die Wandpfeiler wurden bei der Restaurierung Ende des 19. Jahrhunderts ersetzt. Aus dieser Zeit stammen auch die reich bekrönten Figurenbaldachine und deren mit Blattranken verzierte Konsolen.
Im Chor befinden sich zwei reich profilierte, verstäbte Schulterbogenportale, wovon eines im Süden zur alten Sakristei führt, das zweite in den kleinen Anbau neben der neuen Sakristei im Norden. Ein profiliertes Spitzbogenportal führt in die neue Sakristei. Alle im Chor befindlichen Türgewände wurden bei der Restaurierung Ende des 19. Jahrhunderts durch Kunststein ersetzt; aus demselben Material entstanden eine aus zwei Öffnungen mit verstäbten Vorhangbogen bestehende Maßwerkbrüstung zum Oratorium sowie die Sessionsnische, welche sich am Übergang zum Chorschluss im Süden befindet. Sie ist dem Mauerwerk vorgeblendet, rechteckig gerahmt und mit einem breiten Kielbogen versehen, der mit Krabbenbesatz und Kreuzblumen sowie Fialentürmchen und genasten Spitzbögen geschmückt ist.
Die zweijochige alte Sakristei ist mit einem Parallelrippennetz überspannt, das auf Wandvorlagen sitzt.

### Nordkapelle und Turm
Für die Länge der Nordkapelle blieben durch den über ein Joch hinausgehenden Turm weniger als zwei Joche übrig. Das führte dazu, dass von dem auf Wappenschildkonsolen ruhenden Knickrippensterngewölbe der Nordkapelle nur ein kompletter Stern im östlichen Joch vorhanden ist und jener im Westjoch verkürzt werden musste. In der Kapelle ist noch ein Teil vom Spitzbogen des Ostportals des Turms sichtbar, welches einst als Zugang von außen zur Kirche diente. Der rechte Teil des Bogens ist vermauert; aufgrund des Platzbedarfs für den Weg zwischen Kirchen- und Wehrmauer konnte die Kapelle nicht breiter gebaut werden.
Im vier Stockwerke hohen Turm, dessen Geläut der vier Glocken mit jenem der Liebfrauenkirche unten in der Altstadt abgestimmt ist, zieren vierteilige, aus Deltoiden zusammengesetzte Sterne das Gewölbe des Turmraums.

### Langhaus und Johanneskapelle

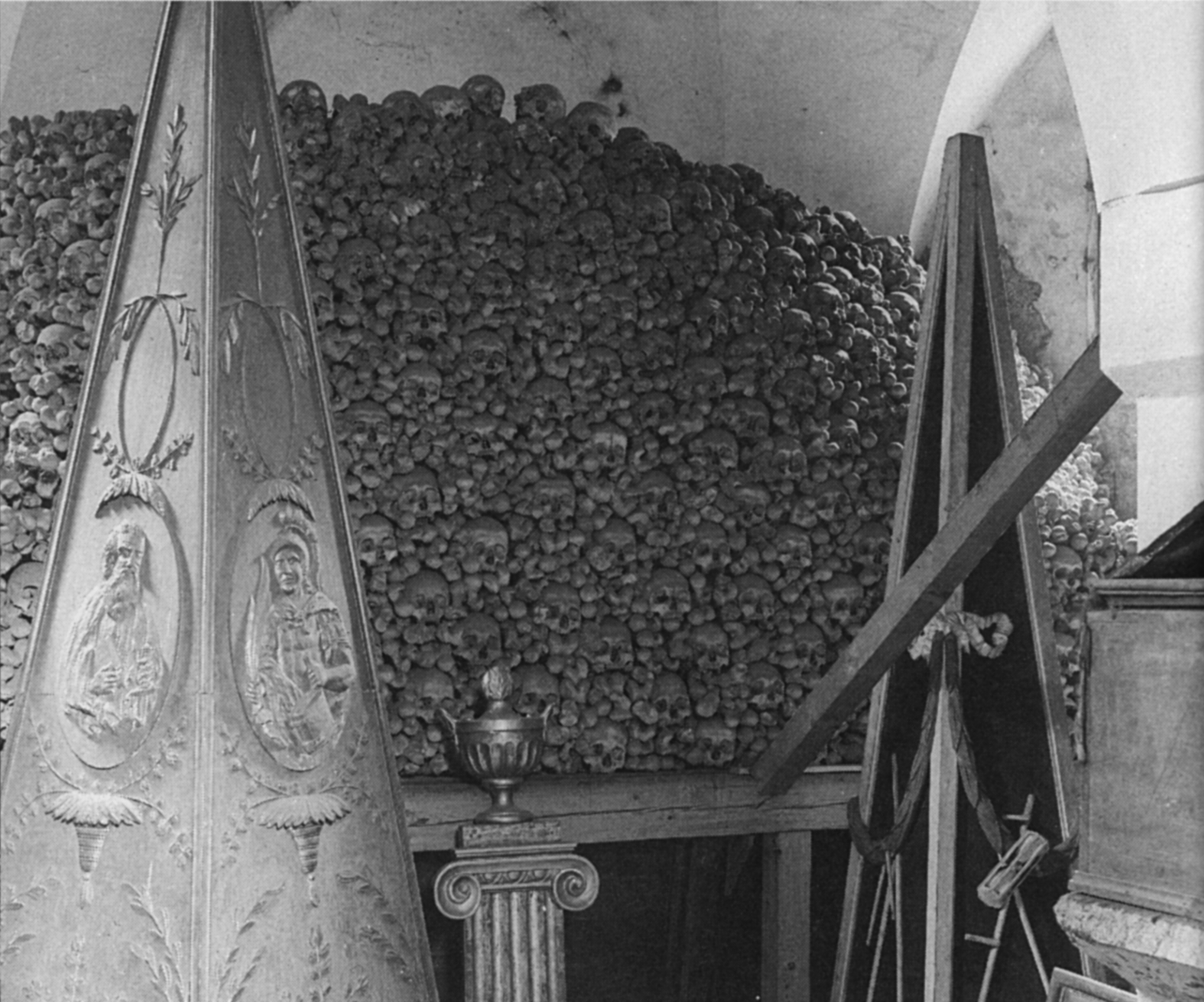
Karner im Untergeschoß der Johanneskapelle, 1912

Das vierjochige Langhaus besitzt ein Netzrippengewölbe, dessen nicht ganz gerade verlaufende Rippenbahnen auf einer Kombination aus polygonalem Kapitell und zylindrischem Aufsatz aufliegen. Die stützenden ¾-Rundpfeiler korrespondieren nur im Süden mit den an der Außenwand befindlichen Strebepfeilern, im Norden sind sie dem Freipfeiler der Nordkapelle sowie der Turmwand vorgelegt.
In der nördlichen Langhauswand befinden sich zwei hohe Spitzbogenportale, die in die Nordkapelle führen, sowie eine rundbogig umfangene Tür, welche den Zugang durch den Turm darstellte. Ein rechteckiges, verstäbtes Portal, von dessen innerer Schulterbogenöffnung nur der rechte Teil erhalten ist, befindet sich auf der Empore. Zwei weitere rechteckig gerahmte Türen führen zur oberen Empore und in den Turm.
Die Unterwölbung der im ersten, dem westlichen Joch des Langhauses befindlichen Empore besteht aus einem rein dekorativen, mit kassettierten Bogenquadraten geformten Netzrippengewölbe. Der Schlussstein stellt eine Mohnblüte dar. Die Stützsäule für den Stiegenaufgang zur Empore hat die Form eines Fasses.
Zwei unterschiedlich gestaltete Rundpfeiler, einer gedreht, einer mit Rautenmuster, stützen die Empore über drei weite Spitzbogenarkaden, aus denen an Lettnerkanzeln erinnernde, kelchförmige Erker hervorspringen. Die gesamte Front dieser Doppelkanzelempore – einschließlich der Bogenlaibung sowie der seitlich ins zweite Joch vorspringenden, schräg nach außen vor laufenden Seitenteile – ist mit bemerkenswerten, ornamentalen und figürlichen Formen aus gegossenem und mit der Hand bearbeitetem Kunststein verziert. Zu den darauf verwendeten Zeichen und ihrer Symbolsprache siehe den Abschnitt über die Zeichensprache der Doppelkanzelempore. Verschiedenartig gedrehte Stäbe begrenzen die einzelnen Felder.
Im Norden befindet sich ein Stockwerk höher eine zweite Seitenempore, die dem Zugang in den Turm dient. Die Unterkanten der die Emporen stützenden Konsolen sind bei der oberen Empore anders ausgefallen als bei der unteren Empore, was – neben weiteren Details – für während des Baus erfolgte Änderungen des ursprünglichen Plans spricht.
Die Johanneskapelle wird durch ein Spitzbogenportal im Westen betreten. Sie ist zweijochig mit ⅜-Schluss. Auf Runddiensten mit Faltkapitellen sitzt ein Netzgewölbe mit Putzgraten. Im Untergeschoß befindet sich der ehemalige Karner, in welchem ein Mittelpfeiler mit abgefasten Kanten ein Kreuzgratgewölbe trägt.

### Die Zeichensprache der Doppelkanzelempore

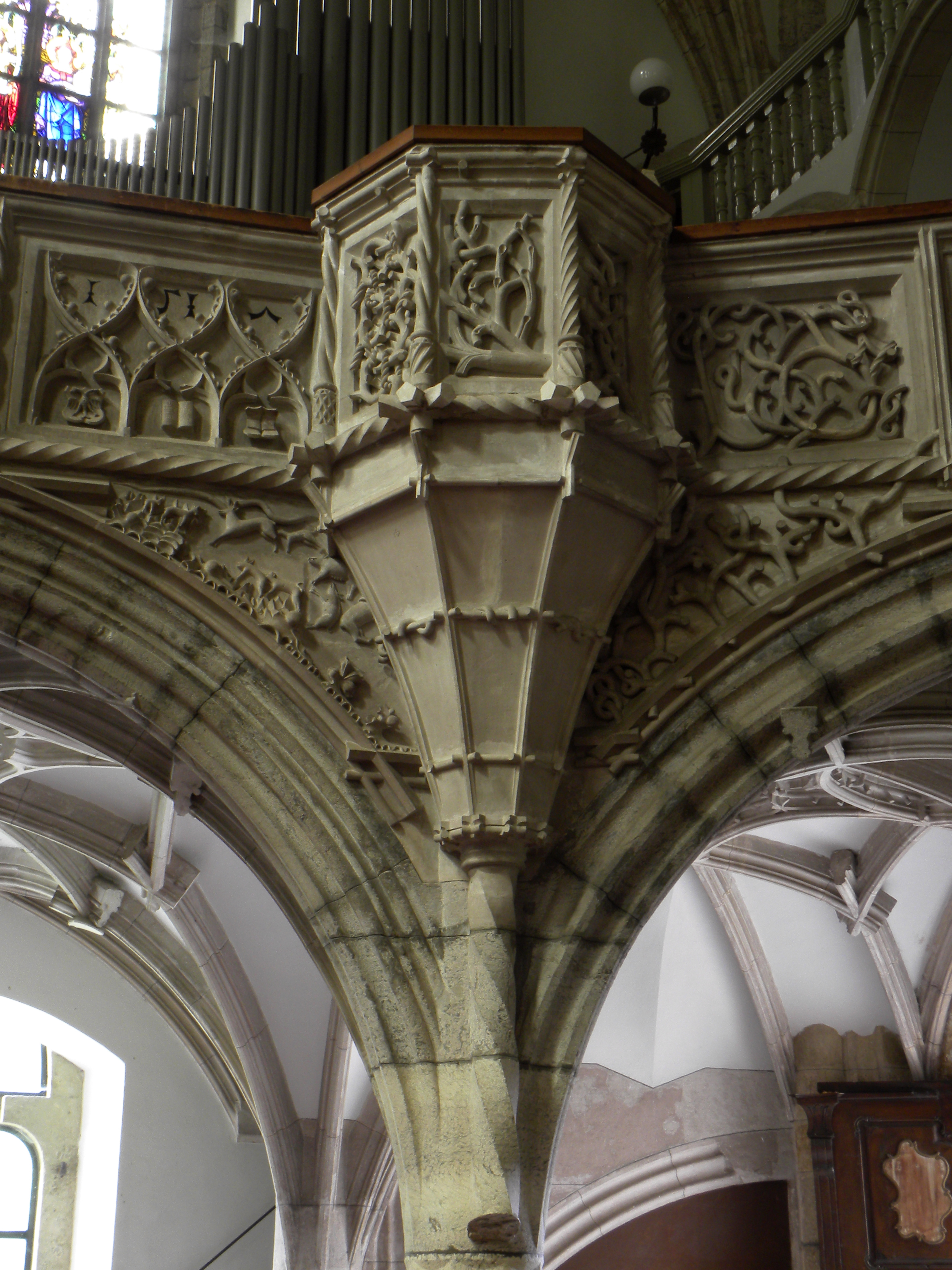
Nördliche Kanzel der Empore

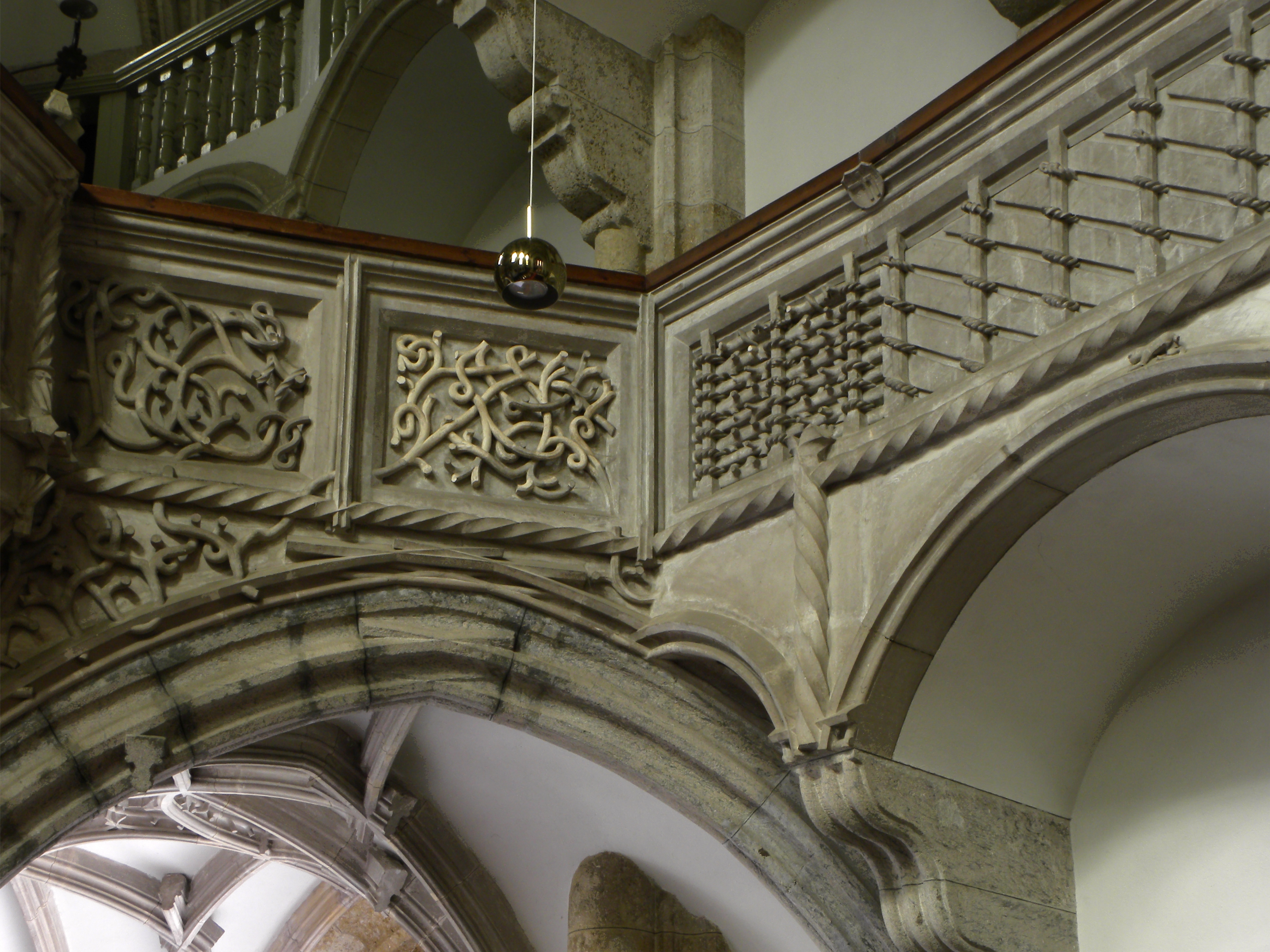
Detail der Empore mit einem ehem. zerstörten Feld (heller, mittig)

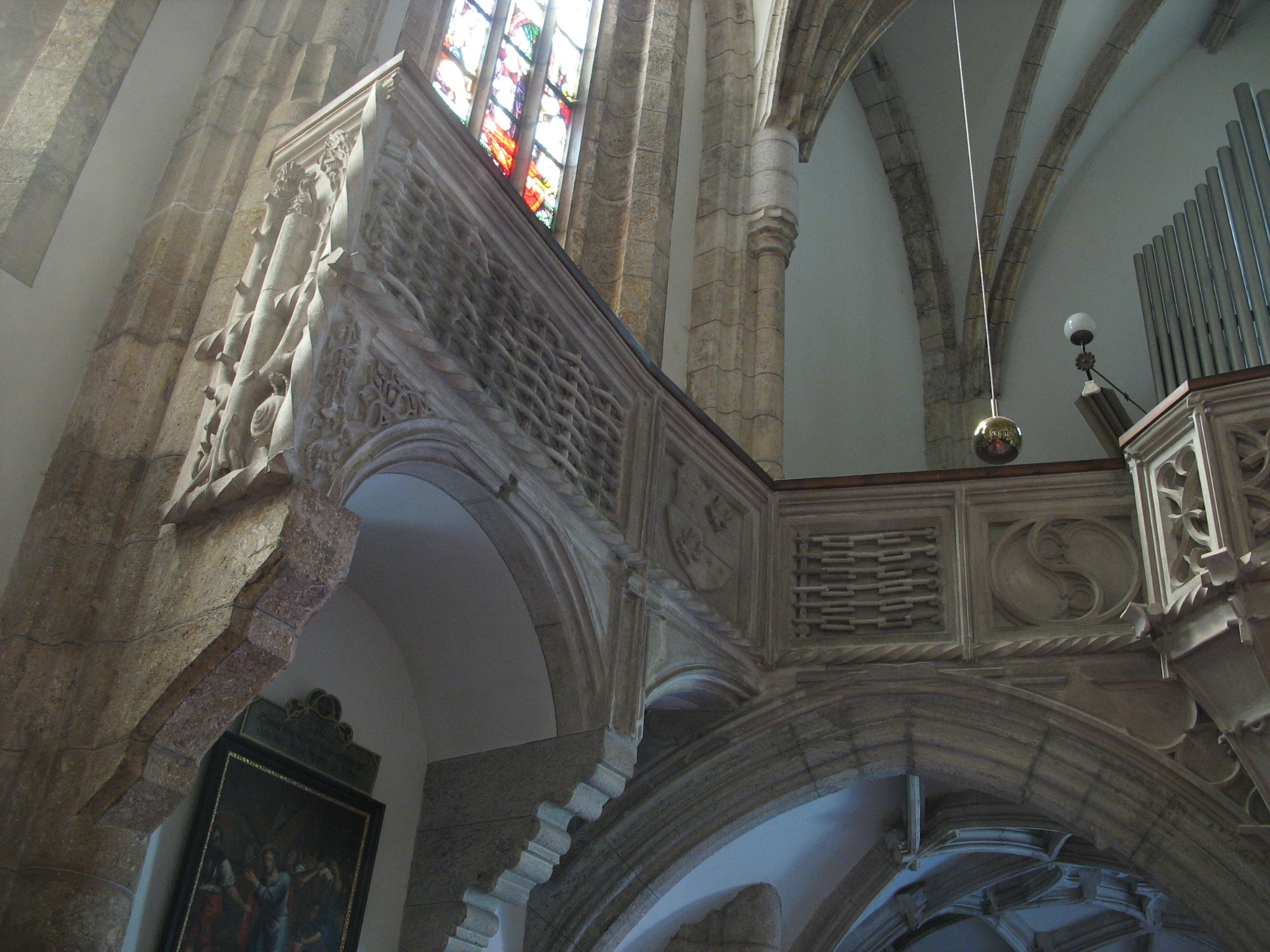
Detail der Empore mit Zaungeflecht, dem Wappen von Hanns Haug von Freienstein, Eisenketten und einer Yin-und-Yang-artigen Fischblase

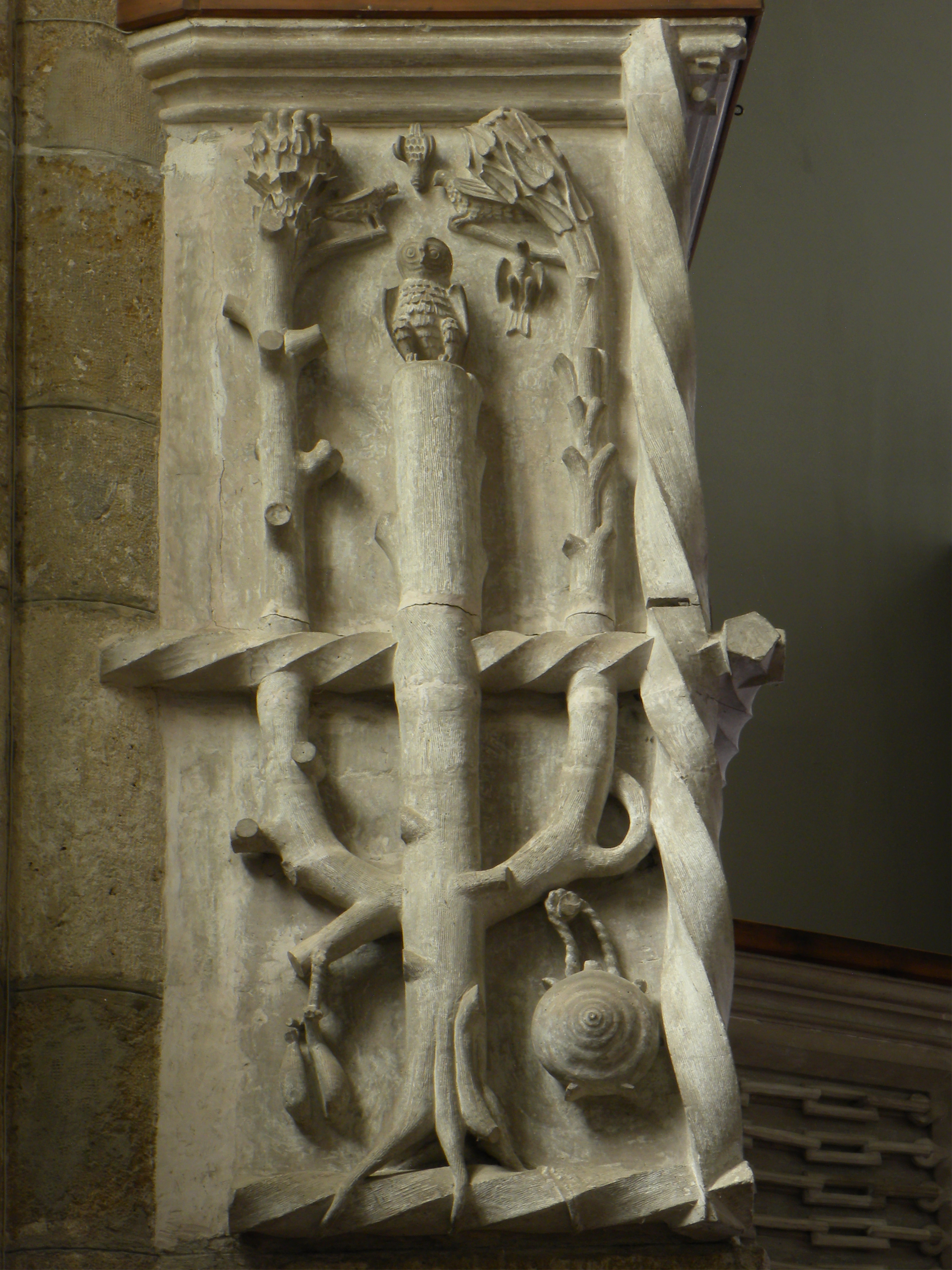
Lebensbaum mit Eule

Die aus Kunststein gegossenen und mit der Hand geformten Verzierungen an der Stirnseite der Orgelempore, ihrer zwei kelchförmigen Kanzeln und der seitlichen Ausläufer wurden bislang in das Jahr 1517 datiert und Meister Kristoff zugeschrieben. Wegen der kunstvollen Maß- und Astwerkverzierungen galt die Empore schon bisher als eines der bemerkenswertesten Beispiele ihrer Art in Österreich. Simone Hain führte – mit der Intention, damit den Weltkulturerbeantrag „Österreichische Eisenwurzen“ zu unterstützen – im Jahr 2010 mit einer Gruppe von Studenten und Lehrkräften der TU Graz Untersuchungen in Eisenerz durch, die sich schließlich zu einer breiten Grundlagenforschung der Symbolik der Orgelempore ausweiteten. Die forschende Gruppe konnte nachweisen, dass es sich bei der Empore um das einzige, die Gegenreformation überstandene reformatorische Sakralbauwerk der Steiermark handelt und ihr Entstehen nicht vor 1539 liegt. Man nahm bisher an, dass sämtliche evangelischen Bauwerke in der Steiermark von der Religionskommission unter Martin Brenner im Jahr 1599 gesprengt wurden – immerhin betraf dies über 20 teils neu gebaute Kirchengebäude der Steiermark. Im Folgenden eine Gegenüberstellung der alten und neuen Interpretationen der Zeichen auf der Empore. Eine weitere, hier nicht näher betrachtete Meinung zur Empore findet sich bei Anton Schifter.

### Bisher geltende Sichtweise
Die vegetabilen Motive wie wucherndes Astwerk werden als typisch für die ausklingende Gotik bezeichnet und mit der Donauschule in Verbindung gebracht. Auch die als Fass geformte Stützsäule wird als charakteristisch für den Realismus der ausklingenden Gotik beschrieben. Einige Motive werden mit dem Ort Eisenerz und seiner Eisenwirtschaft in Beziehung gesetzt oder als kaiserliche Jagdreviere interpretiert, wie die von Hunden verfolgten Tiere in den Bogenschenkeln. Ein geflochtenes Feld wird als Holzkohlenwagen, Felder mit geflochtenen Zäunen als landesübliche Weidenzäune betrachtet. Ein Feld mit ehernen Ketten wird als die Radwerke symbolisierend gesehen, wobei besonders in den aus Kunststein nachgeahmten Objekten aus Eisen ein Bezug zur Eisenwirtschaft gesehen wird. Die auf dem Lebensbaum an der linken Stirnseite sitzende Eule wird als Weisheit betrachtet, Wasserflasche und Schinken im unteren Bereich des Bildes symbolisieren den Körper.

### Neue Sichtweise
Die Forschungen sind noch im Gang, jedoch konnten bereits lutherische und hermeneutische Bezüge schlüssig erklärt werden. Es lässt sich eine vielschichtige Symbolik erkennen, in der von Pico della Mirandola stammende Weisheitslehren, etwa De hominis dignitate, ebenso enthalten sind, wie sich hinter alchemistischer und christlich-kabbalistischer Kodierung sophiologische Zusammenhänge erschließen lassen:

„Die Empore stellt ein in Gang gekommenes, endzeitliches Heilsgeschehen dar, das in der Wiedereinsetzung der ins irdische Exil vertriebenen Sophia an ihre angestammte Stelle innerhalb der Trinität kulminiert.“

Der sophiologische Zusammenhang ist bereits durch weitere Forschungsergebnisse der österreichischen Chemiegeschichte, Sprachtheorie, Theologie und vergleichende Kulturtheorie gesichert. Darüber hinaus vermutet Hain, einen exemplarischen Beleg für die Bildtheorie des Paracelsus gefunden zu haben. Freimaurerische Symbole finden sich an der Empore bereits hundert Jahre vor deren Auftreten. Die Forschungsergebnisse geben Anlass zu der Vermutung, dass Eisenerz ein „vorreformatorischer Schmelztiegel“ war, in dem sich vom Beginn des 16. Jahrhunderts an die prominentesten Vertreter des Geisteslebens kulturell austauschten, unter ihnen vermutlich Agrippa und Paracelsus.
Im Folgenden eine beispielhafte Darstellung der Ikonografie anhand einiger Details:
Wie die beiden kelchförmigen Kanzeln liegen sich auf der Empore Bildpaare sowie vegetabile und mineralische Formen gegenüber: Auf der von den Kanzeln, also vom Prediger aus gesehen linken Seite befinden sich die weiblichen, lunaren, vegetabilen, organischen und wässrigen Formen, ihnen gegenüber die männlichen, solaren, mineralischen, festen und geistigen. An den Diensten der Kanzeln sind die vegetabilen und mineralischen Elemente vertauscht, was alchemistisch als „keine Substanz existiert in reiner Form“ gedeutet wird. Eine rollende Fischblase lässt sich ebenfalls in diese Richtung interpretieren, sie erinnert an ein Yin-und-Yang-Symbol. Zugleich lassen die organisch weiblichen auf der einen und die kristallin-männlichen Symbole auf der anderen Kanzel vermuten, dass sie liturgisch für eine Frau und einen Mann gedacht waren; es gibt lt. Hain Überlieferungen, wonach zumindest in der Untersteiermark Mitte der 1520er-Jahre die Abendmahlsfeier auch von Frauen gehalten wurde. Die unterhalb der Kanzeln dargestellten Tiere sind, gemeinsam mit dem Tympanon über dem Nordportal, ein weiteres Indiz dafür, denn Eva hütete die weiblichen Tiere im Süden und Westen, Adam die männlichen im Norden und Osten des Paradieses. Vor allem Agrippas Einfluss ist hier naheliegend, denn er verehrte die Frau als Krönung der Schöpfung.
Von Luther gern im metaphorischen Sinn für Weltfreundschaft verwendete Zaunmotive finden sich mehrfach und in verschiedenen Ausführungen an der Empore. Ein weiterer tieferer Sinn erschließt sich durch die einzige an der Empore befindliche menschliche Figur; diese steht seitlich an einem Flechtzaun, hält die Arme, wie um diesen zu bearbeiten, und stellt vermutlich einen Handwerker dar, wie er sich in Luthers Lehre von der rechten Predigt wiederfindet:

„Ein Prediger ist wie ein Zimmermann, sein Werkzeug ist Gottes Wort. Weil die Zuhörer, an denen er zu arbeiten hat, unterschiedlich sind, darum soll er nicht fortwährend in derselben Tonart lehren, sondern, entsprechend den Unterschieden unter den Zuhörern, bisweilen trösten, schrecken, schelten, versöhnen usw.“

Die Zäune, wozu auch die ehernen Ketten oder ein Zaun in Knotensprache gehören, sind somit in homiletischem Sinn zu verstehen, die verschiedenen Materialien stellvertretend für die unterschiedlichen Charaktere einer Predigt zu betrachten. Analog dazu entwickelt sich das Astwerk vom anfänglichen Chaos immer mehr zur Ordnung, die Triebe zeigen schließlich Veredelungsstellen. Auch für weitere Aussagen benutzt Luther in seinen Lehren Zäune und Astwerk metaphorisch, so setzt er falsche Heilige mit „schlecht Gezäune“ gleich und kritisiert damit die Möncherei seiner Zeit. Eine weitere homiletische Zutat ist der Zweige und Früchte treibende Stab, der als eine Anspielung auf den hl. Christophorus gesehen wird, welchem durch den Genuss der Früchte des Stabes die Gabe des Redens und Lehrens verliehen worden sein soll. Einige Brüstungsfelder mit Symbolen, die etwa Himmelsgewölbe und Kristalle darstellen, konnten noch nicht entschlüsselt werden. Offensichtlich ist, dass sie von Maß, Ordnung und Harmonie sprechen; dahinter werden in den Teilungsverhältnissen verborgene mathematische Symbole vermutet, über die sich, gemeinsam mit vier Wappenschildern an der linken Kanzel, ein tieferer Sinn erschließen könnte.
Auf den zwischen den beiden Kanzeln gelegenen Feldern befindet sich ein aufgeschlagenes Buch, dessen Text sowohl auf eine Adventpredigt Luthers verweist als auch auf das 1513 von Hans Sachs unter dem Titel „Silberweis“ komponierte Minnelied, welches bis 1599 zum königlichen Choral Wachet auf, ruft uns die Stimme weiterentwickelt wurde. Neben dem Buch befinden sich das Wappentier des Heiligen Römischen Reiches und das alte Wappen von Eisenerz. Gemeinsam mit der für den Beginn der Reformation stehenden Jahreszahl 1517 kann daraus eine politische Bedeutung, das Unterstellen der Eisenerzer Gemeinde unter den Gedanken einer deutschen Nationalkirche, abgeleitet werden. Zudem kann das wilde Holz an der Empore als undurchdringlicher Wald gesehen werden, der bei den Humanisten als Zeichen für Gemeinschaft und sittliche Reinheit stand.
Die vertikale Mittelachse bilden zwei von einem spiralförmigen Band umschlungene, unterschiedlich lange Stäbe; deren Bedeutung ist noch nicht endgültig geklärt, es könnte sich um ein Symbol für Lapis philosophorum, den Stein der Weisen, handeln, der als höchste Form der kosmischen Erkenntnis nur über Stufen der Vervollkommnung und Prüfungen erreicht werden kann und als Symbol der Empathie und der Inschutznahme gesehen wird.
Zahlensymbolisch treten an der Empore besonders die Zahlen Zwei, Drei, Vier und Acht hervor, die kabbalistisch als Gleichgewicht, Gerechtigkeit und Zahl des Menschen (2), als vereinend (3), als Ordnung und das gesamte kabbalistische Universum symbolisierend (4) sowie als Gotteszahl (8) gesehen werden. Auf der Empore finden sich beispielsweise ein als Maßwerk dargestellter vierfacher Achter, der in dieser Form als „Gesicht Gottes“ zu lesen ist, sowie ein verschlungenes Liebesseil – ein Zeichen der späteren Freimaurer.
Am südlichen Ende der Empore und somit, in Leserichtung der Bildaussage gesehen, am letzten Feld befindet sich als zentrales kabbalistisches Thema ein Lebensbaum, der eine nächtliche Waldszene darstellt. In dessen Mitte sitzt eine Eule, die als Lilith, Adams erste Frau, gedeutet wird. Luther gebraucht für beide den Ausdruck Nachtgespenst. Lilith wird als rebellische Figur gesehen, die den Aspekt des Weiblichen auf der Empore insgesamt verstärkt. Die Ansätze zur Auflösung der hintergründigen Bildaussagen reichen von einer Kritik daran, dass die Kirche ihre Mönche in den Klöstern wie Leibeigene gehalten hat, bis zur Frage, „ob die Empore zuletzt nicht durch und durch aufständisch ist und gesellschaftspolitisch als ein utopisch-revolutionäres Manifest der Gleichheit gedeutet werden kann.“ (Simone Hain) Vordergründig wird ein Luthersprichwort gesehen, das vom Triumph des Wissens spricht und diese Szene jener der Teufelszene am anderen Ende der Empore gegenüberstellt. Die Teufelszene zeigt den Teufel und eine Kuhhaut und wird über das Sprichwort „Das geht auf keine Kuhhaut!“ gedeutet, welches davon spricht, dass der Teufel die Sünden auf eine Kuhhaut schreibt. Auf der Kuhhaut an der Empore findet sich der Reim der Gottlosen, der als Wahlspruch Kaiser Maximilians I gilt.

## Ausstattung

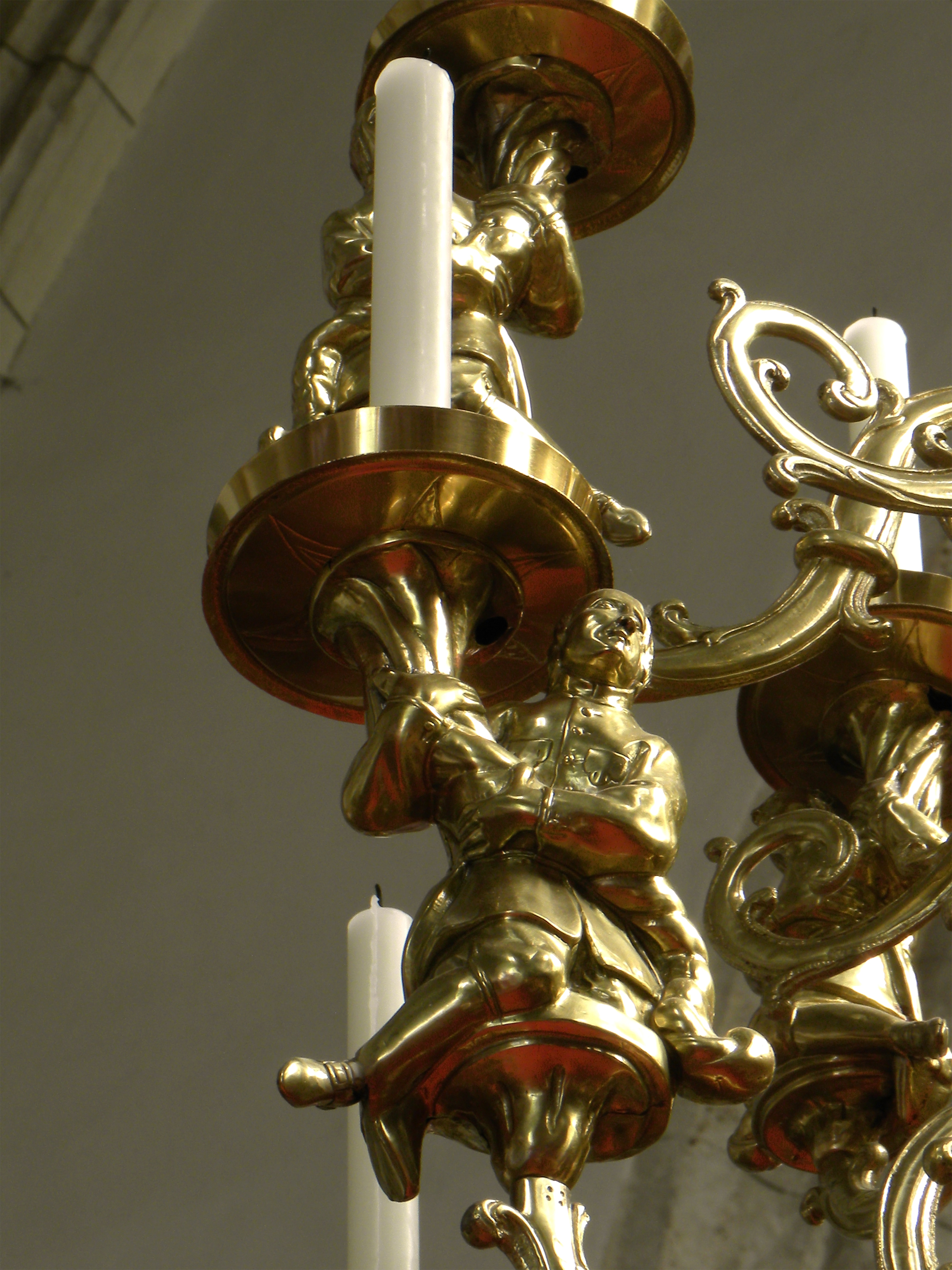
Bergmann am Barbaraluster

Der Hochaltar aus dem Jahr 1905 ist in neugotischem Stil gehalten und aus Marmor gefertigt. Zu beiden Seiten des Tabernakels befinden sich zwei Baldachinnischen, darin Statuen der vier Evangelisten, Johannes, Lukas, Markus und Matthäus. Über dem Tabernakel steht in einer weiteren Baldachinnische der Kirchenpatron hl. Oswald mit Krone, Schwert und Rabe. Ebenfalls neugotisch ist die um 1900 entstandene, schmiedeeiserne und mit reicher Ornamentierung verzierte Kanzel. In deren Fuß steckt ein Stein aus dem Erzberg. Sie ist das Werk eines Grazer Schmiedemeisters.
Ein weiterer Stein aus dem Erzberg ist das Material, aus welchem der Ambo überwiegend besteht. Diese, im 16. Jahrhundert gemeißelte Säule, wurde bis 1900 in der Kirche aufbewahrt, überdauerte dann im Kirchhof die Zeit, bis sie von Gustav Troger im Jahr 1993 mit einem Stahlaufsatz versehen zum Ambo umgestaltet wurde. Vom selben Künstler und aus demselben Jahr stammt auch der zur Gänze aus Stahl gefertigte Volksaltar. Volksaltar, Ambo und Kanzel bilden ein liturgisches Dreieck (Tisch des Brotes, Tisch des Wortes, ehemaliger Ort der Verkündigung). Ein barockes Kruzifix, welches sich im Triumphbogen befand, wurde anlässlich der Aufstellung des Volksaltars in die Mitte des Chors gehängt.
In den Baldachinnischen der Wandpfeiler stehen vom Grazer Bildhauer Peter Neuböck geschaffene zehn Apostelfiguren; die fehlenden beiden der zwölf, Johannes und Matthäus, sind zugleich Evangelisten und befinden sich bereits als Statuen am Hochaltar. Die 1898 von der Tiroler Glasmalerei und Mosaik Anstalt in Innsbruck angefertigten figürlichen Farbglasscheiben der Fenster im Chorraum zeigen am ersten (linken) Fenster oben die Heiligen Johannes der Täufer und Barbara, die Schutzpatronin der Bergleute, unten als Patrone der Zünfte die Heiligen Georg und Josef. Das zweite Fenster ist das „Kaiserfenster“, dieses zeigt oben die Krönung Mariens durch die Heilige Dreifaltigkeit, in der Mitte ist die Grundsteinlegung der ersten Pfarrkirche zu sehen, und im unteren Drittel kniet Kaiser Franz Joseph I. mit jener Inschrift, welche die durch Rudolf II. erfolgte Grundsteinlegung der ersten Oswaldikirche nennt, sowie dem Habsburgerwappen. Das mittlere Fenster zeigt oben die Heiligen Michael und Florian, unten Anna und Joachim. Das vierte Fenster ist ein Bild mit Herz Jesu und Herz Mariae. Das letzte Fenster zeigt Christus als Guten Hirten und als Sämann.
Das bis zur Regotisierung als Hochaltarbild dienende, heute an der nördlichen Chorwand über dem Sakristeiportal hängende Barockgemälde des Garstener Stiftsmalers Johann Karl von Reslfeld zeigt die Aufnahme Mariens in den Himmel, sowie darunter die Heiligen Oswald und Florian. Das ebenfalls zum ehemaligen Hochaltar gehörende ovale Oberbild desselben Malers zeigt die heilige Dreifaltigkeit. Die Bilder wurden um 1700 von Kammergraf Franz Leopold Freiherr von Ziernfeld gestiftet. Zwei 1774 gemalte und mit Christian Maller signierte Seitenaltarbilder hängen an der gegenüberliegenden, südlichen Chorwand. Auf ihnen sind der heilige Dominikus vor der Muttergottes sowie der heilige Georg zu Pferde zu sehen.
Auf dem linken Seitenaltar, dem Barbaraaltar, steht eine barocke Barbaragruppe; die heilige Barbara ist mit Schwert und Hostienkelch dargestellt und von zwei Bergmännern flankiert. Auf dem rechten Seitenaltar befindet sich eine von Johann Max Tendler geschaffene, reich verzierte Holzplastik einer Loretomadonna aus dem Jahr 1839. Die über das Langhaus, die Nordkapelle und den Chor verteilten Kreuzwegbilder wurden um 1840 von Tendler gemalt. Eines davon weist zwei Einschusslöcher auf und befindet sich unter der nördlichen Empore hinter einer Gittertür; eine im Jahr 1710 verfasste Inschrift berichtet von einem landesfürstlichen Jäger, den Gott bald darauf für die Schandtat an dem Bild bestrafte. Ebenfalls von Tendler stammen die um 1830 geschnitzten Krippenfiguren, die – ursprünglich in verschiedenen Szenen aufgestellt – 1972 von Egon Machaczek in einen barocken Kasten eingebaut wurden. Diese Krippe befindet sich in der Nordkapelle unter dem Fenster und wird zur Advent- und Weihnachtszeit geöffnet. Die Nordkapelle beherbergt zudem einen barocken Grabstein mit trauernden Putten zur Erinnerung an den 1767 verstorbenen Johann Josef Kofflern. Weitere Details im Langhaus sind das an der Nordseite im zweiten Joch hoch über der oberen Empore hängende Bergmännchen in maximilianischer Knappentracht sowie der bronzene Barbaraluster in der Mitte des Langhauses; kniende Bergknappen halten die Kerzenleuchter, in der Mitte darüber steht die heilige Barbara mit Schwert und Hostienkelch unter einem Baldachin.
Die Fenster in der südlichen Langhauswand zeigen, von Osten nach Westen betrachtet, am ersten Fenster die Vierzehn Nothelfer. Am zweiten Fenster ist eine Szene aus dem Leben des heiligen Oswald zu sehen, die für dessen Mildtätigkeit steht: Als er bei einem Gastmahl von den Armen erfuhr, die draußen um milde Gaben baten, verteilte er nicht nur Speisen an sie, sondern das silberne Tafelgeschirr gleich dazu, woraufhin der Bischof die Hand mit den Worten „Diese Hand soll nie verwesen“ segnete. Von Oswalds Begräbnis erfährt man am dritten Fenster; sein abgetrennter Kopf ist aber wieder eins mit dem Körper. Auf dem über der Empore befindlichen Fenster wachen die Heiligen David und Cäcilia über das Orgelspiel.

### Orgel
1705/06 errichtete Johann Christoph Egedacher eine Orgel in der oberen Kirche und 2 andere kleine Werke. Seine Schwester Maria Scholastica (* 18. November 1674 in Mülln) war nachgekommen, um ihm beim Bau zu helfen. Da erkrankte sie an einer sogenannten hietzige[n] Krankheit und verstarb. Maria Scholastica Egedacher wurde am 22. Februar 1706 im Friedhof von St. Oswald begraben.
Die heutige Orgel wurde 1940 von Rieger in Jägerndorf gebaut und 1957 von Dreher & Reinisch in Salzburg erweitert. Das Instrument hat 27 Register (1988 Pfeifen), darunter eine Transmission, auf zwei Manualwerken und Pedal.
Nachdem in den letzten Jahrzehnten viele pneumatische Orgeln ausrangiert wurden, ist die Orgel fast schon eine Rarität und wurde wegen ihres seltenen „romantischen Klangbildes“ ein „besonders erhaltenswert“ zugeschrieben.
| Hauptwerk |             |        |
| 01.       | Bordoun     | 16′    |
| 02.       | Prinzipal 0 | 08′    |
| 03.       | Flöte       | 08′    |
| 04.       | Salizional  | 08′    |
| 05.       | Oktav       | 04′    |
| 06.       | Rohrflöte   | 04′    |
| 07.       | Piccolo     | 02′    |
| 08.       | Nasard      | 02 ⁄3′ |
| 09.       | Mixtur IV   | 02′    |
| 10.       | Trompete    | 08′    |

| II Schwellwerk |                       |        |
| 11.            | Geigenprinzipal       | 08′    |
| 12.            | Fernflöte             | 08′    |
| 13.            | Rohrgedackt           | 08′    |
| 14.            | Vox coelestis         | 08′    |
| 15.            | Italienisch Prinzipal | 04′    |
| 16.            | Prästant              | 04′    |
| 17.            | Quintaton             | 04′    |
| 18.            | Superoktav            | 02′    |
| 19.            | Nachthorn             | 02′    |
| 20.            | Sesquialtera II       | 02 ⁄3′ |
| 21.            | Scharf III-IV         | 01 ⁄3′ |

| Pedal |                      |     |
| 22.   | Violon               | 16′ |
| 23.   | Subbaß               | 16′ |
| 24.   | Gedacktbaß (= Nr. 1) | 16′ |
| 25.   | Oktavbaß             | 08′ |
| 26.   | Gedacktflöte         | 08′ |
| 27.   | Spitzflöte           | 04′ |
| 28.   | Posaune              | 16′ |

- Koppeln:
  - Normalkoppeln: II/I, I/P, II/P
  - Sub- und Superoktavkoppeln: II/I
- Spielhilfen: Feste Kombinationen (p, mf, f, tutti); eine freie Kombination, Registercrescendo.

### Geläute
Die vier Stahlglocken wurden 1922 gegossen und am 22. Oktober 1922 geweiht. Die Glocken sind den Heiligen Oswald, Maria, Karl und Aloisius unterstellt. Das Geläute ist kraftvoll und ausgesprochen harmonisch im Klang.

## Besondere Feste und Aktivitäten

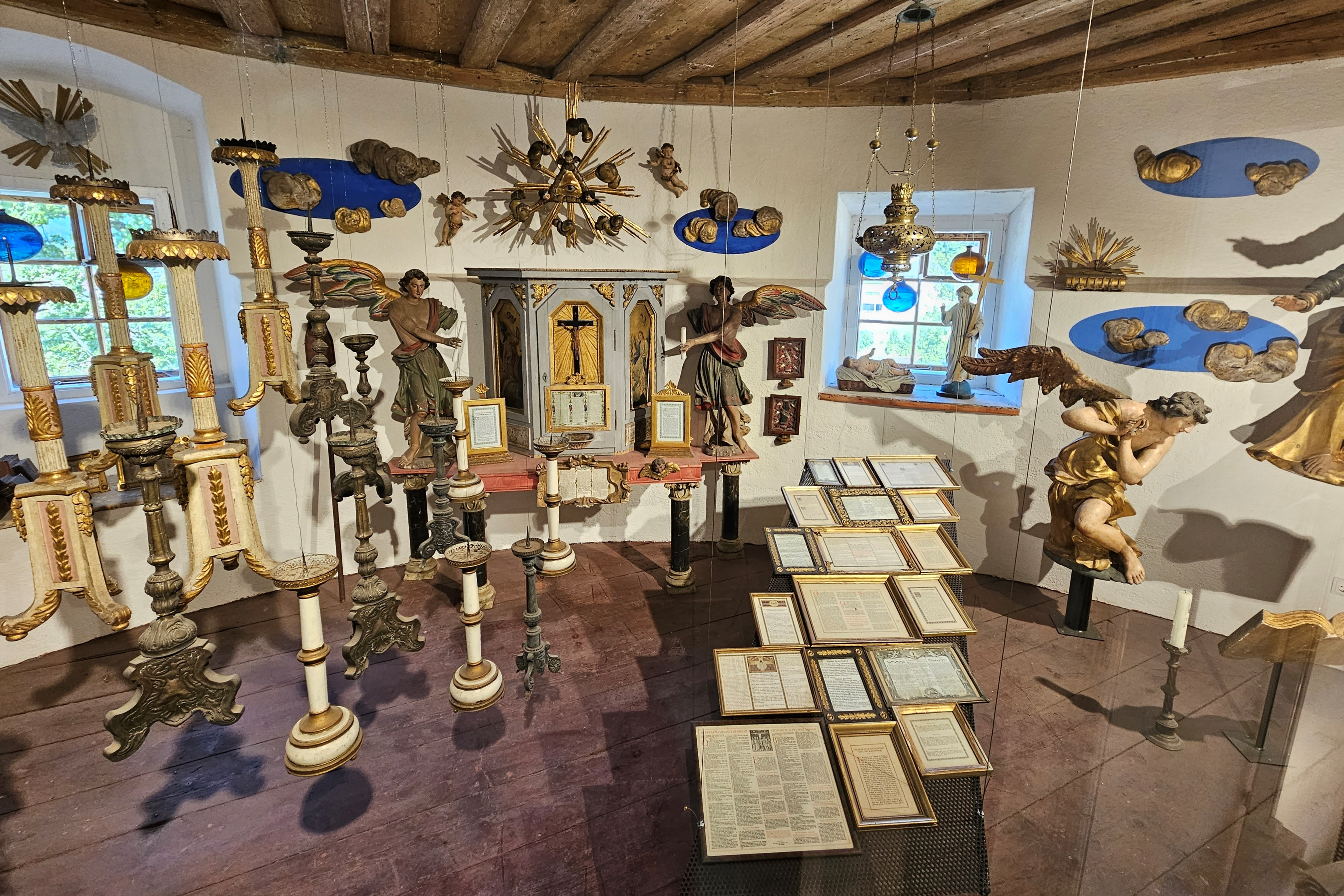
Neugestaltung im Mesnerturm

- Der Oswaldi-Sonntag um den 5. August wird zu Ehren des Kirchenpatrons mit Festmesse und Pfarrfest abgehalten.
- Am ersten Samstag im Dezember ist die heilige Barbara Mittelpunkt eines ökumenischen Gottesdienstes, der Barbaramesse. Zudem werden bergmännische Musik und Brauchtum von Bergarbeitern und Knappschaftsvereinen zum Besten gegeben.
- Die Speckmesse findet in Erinnerung an die ausgehungerten Heimkehrer aus den Napoleonischen Kriegen am Stephanitag statt. Auch dabei kommt das Brauchtum nicht zu kurz.[2]

Die Pfarre betreibt einen Kleiderladen und ein Pfarrcafé, daneben gibt es verschiedene Aktivitäten wie Bibelrunden, Kinder-, Frauen- und Seniorengruppen. Auch ein Krankenhaus-Besuchsdienst findet statt.